# Bourdeilles
Bourdeilles (okzitanisch: Bordelha) ist eine französische Gemeinde mit 793 Einwohnern (Stand: 1. Januar 2022) im Norden des Départements Dordogne in der Region Nouvelle-Aquitaine. Die Gemeinde gehört zum Arrondissement Nontron und zum Kanton Brantôme en Périgord. Zuständiger Gemeindeverband ist die Communauté de communes Dronne et Belle. Die Einwohner werden Bourdeillais bzw. Bourdeillaises genannt.

## Etymologie
Bourdeilles, bis 1801 noch Bourdeille, leitet sich über das okzitanische Bordelha vom Frühgermanischen borda ab, welchem als Suffix das Diminutiv -ellia bzw. -elha angehängt ist. Borda bedeutet eigentlich Brett, gemeint ist hier aber eine kleine Holzhütte (Bretterbude). Bordelha bedeutet somit kleine Holzhäuser. Auch besteht eine Verwandtschaft zu dem Wort Bordell.

## Geographie

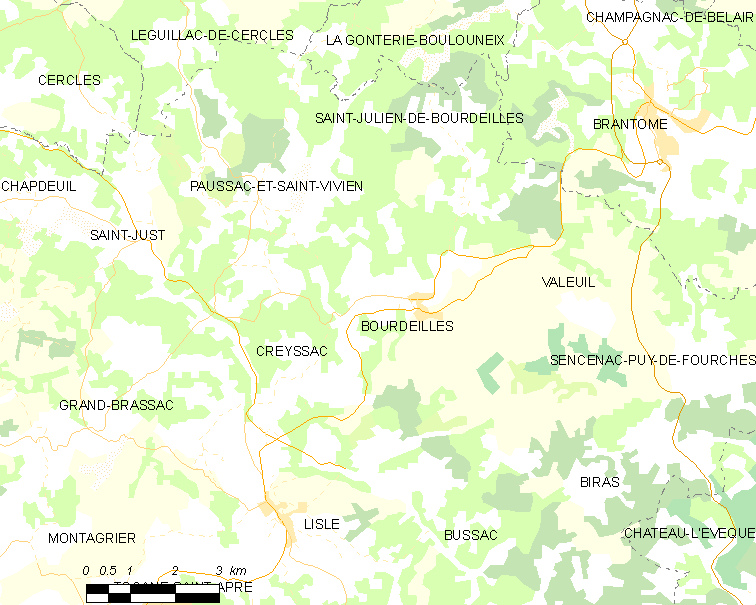
Lagekarte von Bourdeilles

Bourdeilles liegt an der Dronne 19 Kilometer (Luftlinie) nordnordwestlich von Périgueux im Périgord. Bis nach Brantôme im Nordosten sind es 7 Kilometer.
Umgeben wird Bourdeilles von folgenden Nachbargemeinden:
| Paussac-et-Saint-Vivien | Brantôme en Périgord (Saint-Julien-de-Bourdeilles) | Brantôme en Périgord           |
| Creyssac, Grand-Brassac | Kompassrose, die auf Nachbargemeinden zeigt        | Brantôme en Périgord (Valeuil) |
| Lisle                   | Bussac                                             | Biras                          |

Die Gemeinde besteht aus folgenden Geländepunkten, Weilern, Gehöften und einer Mühle:
Barbazan, Belle Vue, Bertinie, Brouillas (Brouillat), Chaban, Chez Toirac (Toiras), Claud Rouillous, Croix de Saint-Marc, Étourneau, Falaise du Boulou, Fonseigner, Gands Bois, Gueyzat (Gueyjat), L’Arquebusier, La Basse Valade, La Batide, La Bertinie, La Faurie, La Forêt, la Forge, La Gouyenie, La Grande Terre, La Grange Brûlée, La Pacalone, La Peyriche, La Pièce du Rot, La Prairie, La Rigeardie, La Valade, La Veyssonie, La Villenie, Lacaud, Le Capinet, Le Chapelat, Le Chemin de Mareuil, Le Maine, Le Montamat, Le Moulin de Fontas, Le Naudonnet, Le Parc, Le Parc du Maine, Le Poirier Blanc, Le Puy, Le Rigolat, Les Bernoux, Les Bitauds, Les Bourdeillettes Basses, Les Bourdeillettes Hautes, Les Boyges, Les Brandaux, Les Bringous, Les Chambeaux, Les Coutounes, Les Francilloux, Les Girards, les Grèzes, Les Jarissoux, Les Moneries, Les Mottes, Les Naudoux, Les Pouyalous, Les Solittes, Maison Neuve, Maisonneuve, Marvolles, (Les) Mémis, Mon Gré, Négravaud, Pont d’Ambon, Rocher de la Forge du Diable und Rochereil.
Der topographisch niedrigste Punkt der Gemeinde Bourdeilles liegt auf 82 Meter im äußersten Südwesten an der Dronne, die hier die Gemeinde verlässt. Der höchste Punkt nimmt 192 Meter ein und befindet sich im Südosten bei La Forêt. Die absolute Höhendifferenz beträgt 110 Meter, die durchschnittliche Meerhöhe 137 Meter. Das Rathaus kommt auf 99 Meter zu liegen.
Die Gemeinde besitzt eine Gesamtfläche von 21,85 Quadratkilometer.

### Verkehrsanbindung
Durch den Ortskern von Bourdeilles führt die D 78 von Brantôme nach Lisle. Die D 106 verläuft auf der rechten Dronneseite nach Westen und stellt eine Verbindung nach Saint-Just her. Ihre Verlängerung, die D 106 e2, zieht ebenfalls auf der rechten Dronneseite in Richtung Brantôme und bindet nördlich von Valeuil an die D 78 an. Die Südwestgrenze wird von der D 2 von Saint-Just nach Bussac begleitet. Von ihr zweigt die D 106 e1 ab, welche durch das Tal der Valade in östlicher Richtung Biras bzw. die D 939 von Brantôme nach Périgueux ansteuert. Vom Ortskern zieht ferner eine Kommunalstraße in Nordrichtung nach Saint-Julien-de-Bourdeilles hinauf und dann weiter nach La Gonterie-Boulouneix. Eine nach Süden verlaufende Kommunalstraße knüpft an die D 106 e1 an.

### Fernwanderweg
Durch die Gemeinde Bourdeilles verläuft der von Brantôme und Valeuil kommende Fernwanderweg GR 36. Er folgt anfangs der rechten Talseite der Dronne, überquert den Fluss an der Brücke im Ortskern und zieht dann weiter nach Südosten in Richtung Bussac. Bourdeilles bildet somit eine Etappe auf dem Abschnitt Angoulême-Périgueux.

### Bodenbedeckung

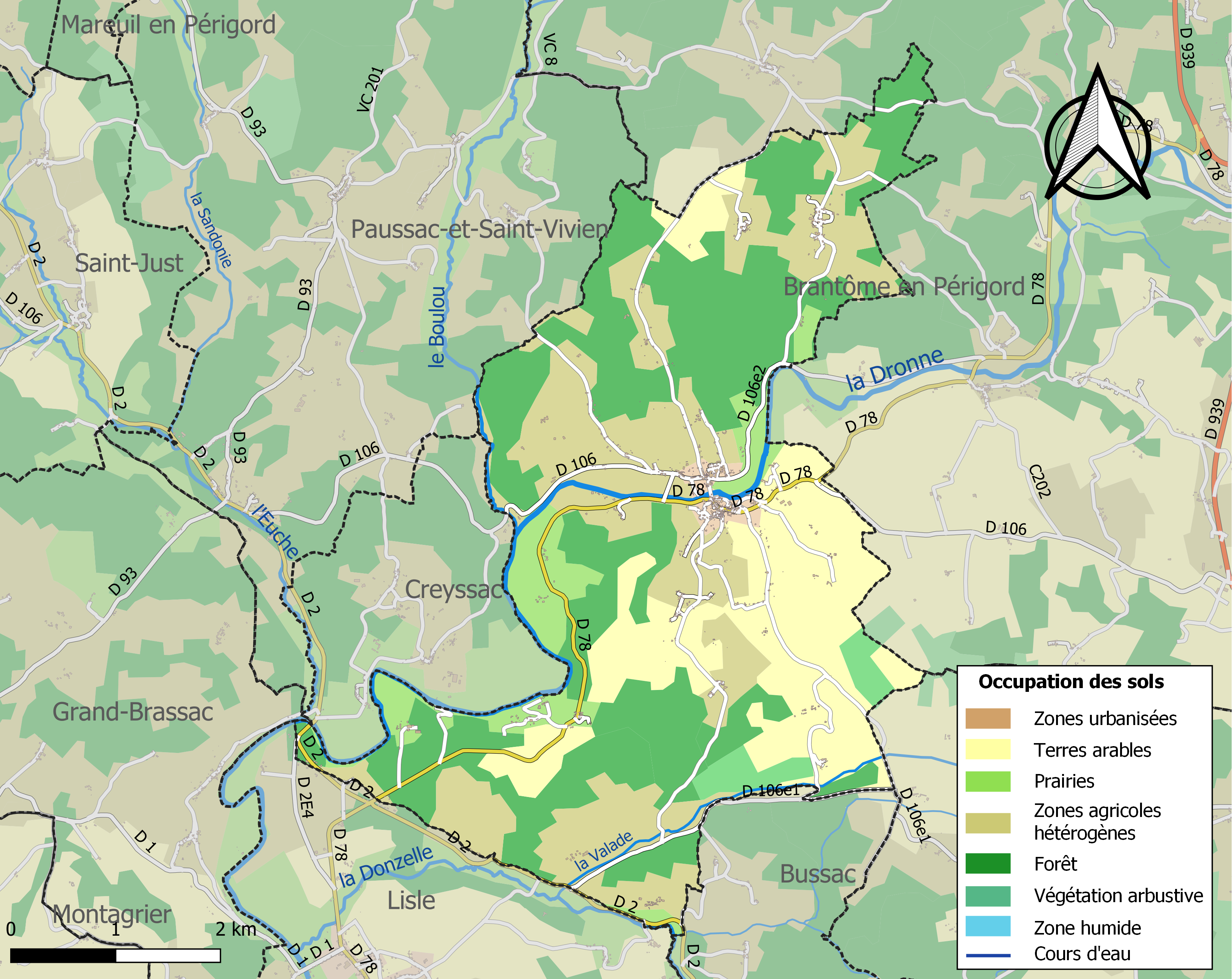
Bodenbedeckung in Bourdeilles

Die Bodenbedeckung der Gemeinde Bourdeilles schlüsselt sich im Jahr 2018 gemäß der europäischen Datenbank CORINE Land Cover (CLC) wie folgt auf:
- Wälder – 37,6 %
- heterogene landwirtschaftliche Nutzung – 29,3 %
- Ackerland – 21,8
- Wiesen – 7,7 %
- Buschwerk – 2,2
- baulich beansprucht – 1,4 %.

Die landwirtschaftliche Nutzung steht im Vordergrund. Der Anteil der landwirtschaftlichen Nutzflächen ist von 59,7 % im Jahr 1990 auf 58,8 % im Jahr 2018 leicht zurückgegangen.

## Klima
Das Klima in Bourdeilles ist gemäßigt; Regen fällt übers Jahr verteilt. Die Gemeinde besitzt ein abgeschwächtes ozeanisches Klima  mit gemäßigtem Sommer (Cfb nach Köppen und Geiger), das sich durch folgende Parameter auszeichnet:
| Klimaparameter im Zeitraum 1971–2000 |
| --- |
| - Jahresmittel: 12,3 °C - Anzahl der Tage unter −5 °C: 3,7 - Anzahl der Tage oberhalb 30 °C: 8,2 - Maximum im Tages-Temperaturunterschied: 15,0 °C - Jahresniederschlag: 903 mm - Niederschlagstage im Januar: 12,4 - Niederschlagstage im Juli: 6,8 |

Durch den Klimawandel zeichnen sich Erhöhungen im Jahresmittel ab, die sich bereits auch bemerkbar machen. So ist beispielsweise an der 53 Kilometer entfernten Wetterstation in Bergerac das langjährige Jahresmittel von 13,2 °C für 1971–2000 über 13,1 °C für 1981–2010 auf 13,3 °C für 1991–2020 angestiegen – ein Zuwachs um 0,1 °C innerhalb von 20 Jahren.

## Hydrographie

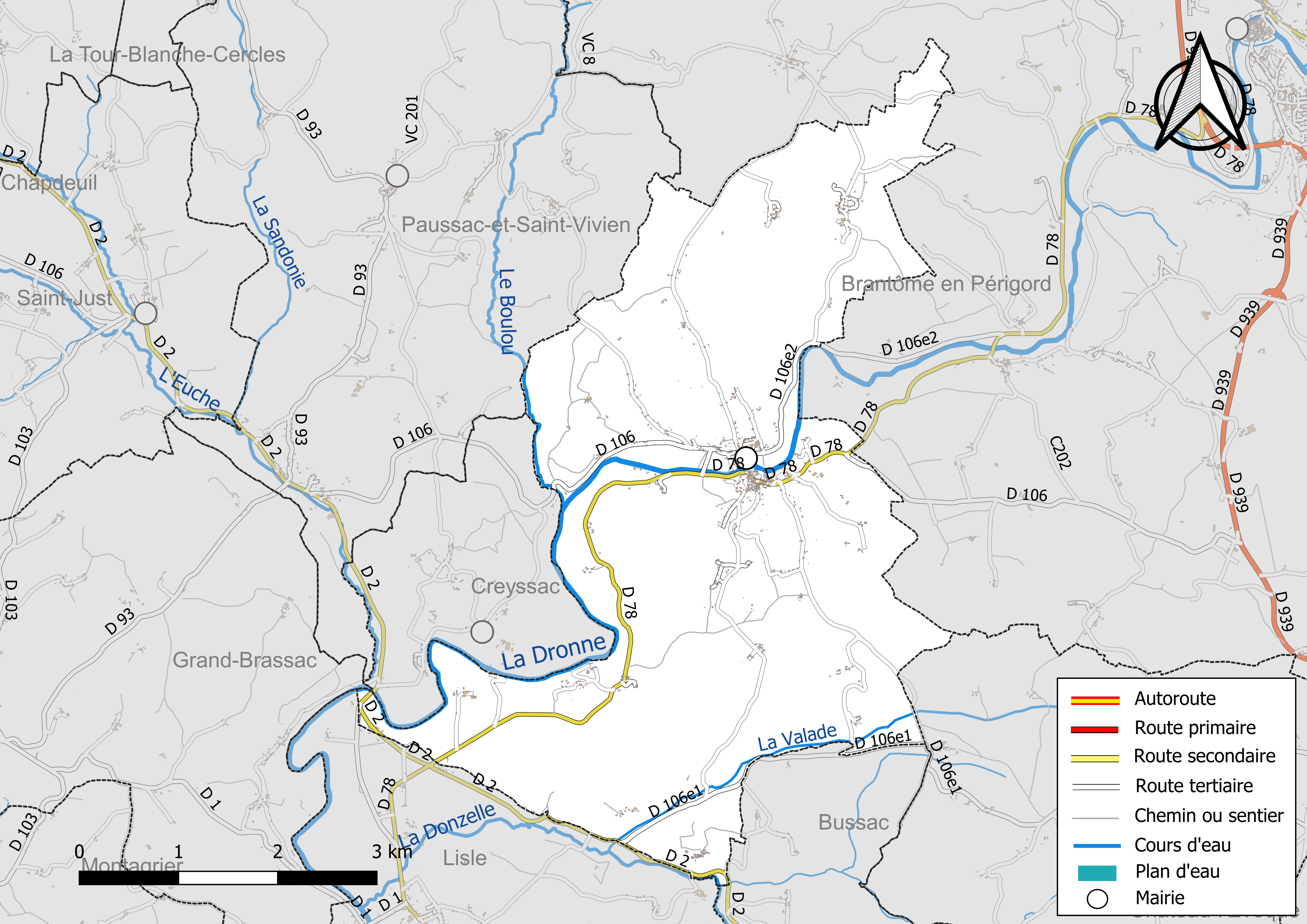
Hydrographische Karte der Gemeinde Bourdeilles

Hauptfluter in der Gemeinde Bourdeilles ist die Dronne. Sie hat eine Gesamtlänge von 200,56 Kilometer und fließt in großen Mäanderschleifen in südwestlicher Richtung auf 9,5 Kilometer durch das Gemeindegebiet von Bourdeilles. Ihr Talboden wird maximal 300 Meter breit, kann sich aber bis auf 100 Meter verschmälern. Die Talseiten werden vielerorts von Steilwänden des Turoniums und des Coniaciums begleitet. Die Quelle der Dronne befindet sich in der Haute-Vienne in der Gemeinde Bussière-Galant. Als rechter Nebenfluss mündet sie schließlich gegenüber Sablons bei La Fourchée (bei Coutras im Département Gironde) in die Isle. Auf etwa 1 Kilometer stellt sie den Grenzfluss zu Valeuil im Osten und auf 5,5 Kilometer zu Creyssac im Westen.
Ein rechter Nebenfluss der Dronne ist der 23,94 Kilometer lange Boulou, der an der Kirche Saint-Angel im Nordnordosten entspringt. Er mündet in die Dronne etwa 2,5 Kilometer westlich des Ortskerns an der Grenze zu Creyssac. Er bildet über etwas mehr als 1,5 Kilometer die natürliche Grenze zu den Gemeinden Paussac-et-Saint-Vivien und Creyssac.
Die 10,29 Kilometer lange Donzelle hat ihre Quelle in der Gemeinde La Chapelle-Gonaguet im Süden. Sie ist ein linker Seitenarm der Dronne und mündet nördlich von Lisle in die Dronne. Auf nur 350 Meter bildet sie die Südgrenze von Bourdeilles zur Gemeinde Lisle. Die Valade, ein rechter, von Biras kommender Seitenarm der Donzelle, durchquert in westsüdwestlicher Richtung auf 3,5 Kilometer den Süden der Gemeinde und markiert auf einen Kilometer die Südgrenze zu Bussac.
Zahlreiche Trockentäler durchziehen das Kalkplateau der Oberkreide. Die meisten von ihnen enden an der Dronne, aber auch Donzelle und Valade nehmen Trockentäler auf. Auf der rechten Talseite der Dronne finden sich 7 kleine Trockentäler, die alle vom Höhenzug südlich von Saint-Julien-de-Bourdeilles ihren Ausgang nehmen. Die linke Talseite besitzt insgesamt 6 Trockentäler, eines davon passiert auch den Ortskern.
Die Dronne und ihre Nebenflüsse gehören zum Flusssystem Isle-Dronne.
Die Gesamtlänge des Entwässerungsnetzes in der Gemeinde Bourdeilles beträgt 18 Kilometer.

## Geologie

Geologische Karte der Gemeinde Bourdeilles

Die Gemeinde Bourdeilles liegt vollständig auf flachliegenden Sedimenten des nördlichen Aquitanischen Beckens. Der Schichtverband gehört im äußersten Norden noch zur Gout-Rossignol-Léguillac-Synklinale, dem zweiten Synklinalzug des Beckenrandes. Ansonst liegt er aber über der La-Tour-Blanche-Antiklinale, die hier nach Osten abtaucht.
Die Gemeinde wird aber auch stellenweise, insbesondere in Hochlagen im Süden, von tertiären Lockersedimenten abgedeckt.

### Schichtenfolge
Die Schichtenfolge in der Gemeinde Bourdeilles besteht aus Sedimenten der Oberkreide und reicht vom unteren Angoumien bis zum Obersanton. Das untere Angoumien oder Angoulême-Formation (Formation c3b) besteht aus kiesartigen Kalken und kreidigen, rudistenführenden Kalken des Turoniums, einzusehen bei Étourneau entlang der rechten Dronneseite in Richtung Creyssac und linksseitig am Boulou kurz vor seiner Mündung. Darüber legt sich oberes Angoumien (Formation c3c), zu sehen auch im bei Le Chemin de Mareuil mündenden rechtsseitigen Trockental der Dronne. Die Gegenwart des Turoniums deutet auf die Präsenz der La-Tour-Blanche-Antiklinale im Untergrund. Es folgt Coniacium (Formation c4) – harte, kristalline Fossilkalke, die auch sandige Lagen aufweisen. Das Coniacium umgibt den Ortskern von Bourdeilles und bildet praktisch den gesamten Norden der Gemeinde. Auch im Südwesten säumt es die Dronne sowie Donzelle und Valade. Sodann erscheint Untersanton (Formation c5a) – graue, glaukonithaltige, plattige Kalke. Es steht vorwiegend südlich des Ortskerns an und wird hier von Mittel- und Obersanton (Formation c5b-c) abgedeckt, beispielsweise bei La Batide, Les Girards und Le Rigolat. Es handelt sich hierbei um mergelige Kalke mit Austernschill, siltige Mergel und graue, kreidige, glaukonithaltige Kalke mit schwarzem Feuerstein.

### Lockersedimente
Kolluviale Lockersedimente der Formation ACS bedecken die Oberkreide in drei größeren Vorkommen im Süden sowie im Nordwesten und im äußersten Nordosten. Sie stammen aus dem Pleistozän und bestehen aus tonigen Sanden und enthalten schwarze Feuersteine, die vorwiegend aus dem Santonium, aber auch aus dem Coniacium hervorgegangen sind.
Das Dronnetal wird von mehreren Terrassenniveaus begleitet (Flussschotter aus Quarzkieseln in sandiger oder toniger Matrix). Altpleistozäne Hochterrassen werden von den Formationen Ft1, Ft2 und Fu gebildet. Die älteste (Ft1 – Höhenrücken nördlich von La Gouyenie) befindet sich immerhin 75 Meter über dem jetzigen Flussniveau und ist wahrscheinlich günzzeitlichen Alters (600.000 bis 800.000 Jahre vor heute). Hieraus ergibt sich eine Erosionsrate der Dronne – abgesehen von tektonischen Hebungs- oder Senkungsbewegungen – von rund 0,1 Millimeter pro Jahr. Ft2 steht bei La Gouyenie an und Fu westlich von Les Chambeaux. Eine Mittelterrasse (Formation Fv2) aus der Mindel-Kaltzeit findet sich im Südwesten südlich von Chez Toiras. Sie kommt auf 30 bis 35 Meter über Dronne-Niveau zu liegen. Niederterrassen sind die Formationen Fw1, Fw3 und Fx (sehr niedrig). Sie liegen zwischen 20 und 10 Meter über dem aktuellen Flusslauf und sind rißzeitlich (Fw1 nördlich des Altenheims, westlich von Marvol und südwestlich von La Rigeardie, Fw3 bei Les Bourdeillettes Basses). Die Formation Fx ist würmzeitlich und befindet sich nur noch wenige Meter oberhalb der Dronne (am Altenheim auf der rechten Talseite der Dronne). Würmzeitlich ist auch kalkiger Hangschutt (Formation GP), der aus Coniacium hervorgegangen ist und im Tal der Valade bei Le Parc du Maine zu sehen ist. Eine würmzeitliche Hangrutschung in zwischen zwei Terrassen eingekeiltem Kolluvium befindet sich nordöstlich von Les Bourdeillettes Hautes (zwischen einer Hochterrasse Fu und einer Mittelterrasse Fw1).
Der jetzige Talboden der Dronne und ihrer Nebenflüsse wird von holozänem Alluvium der Formation Fz aufgefüllt. Die Talungen der Trockentäler sind hingegen von würmzeitlichem, gemischtem Kolluvium aus tonigen Sanden und Kalkbruchstücken (Formation CF-c) ausgekleidet.

### Tektonik
Im Gebiet der Gemeinde Bourdeilles wurden nur vier kleinere Störungen auskartiert. Von Les Mémis bis zum Le Grand Rocher verläuft ein Ostsüdost-streichender Bruch (N 110), der möglicherweise eine Verlängerung der Nordstörung an der La-Tour-Blanche-Antiklinale darstellt. Derselben Richtung folgen Bruchzonen im Gesteinsverband, welche von der Erosion teils als Rinnen verbreitert wurden – zu sehen beispielsweise am Rocher de la Forge du Diable. Komplementär hierzu wurde die N 060-Richtung (Ostnordost) als Bruchzonen angelegt. Im Süden erscheint bei La Basse Valade ein nach Südosten orientierter Bruch, der bereits die etwas südöstlich anschließende Bussac-Antiklinale ankündigen dürfte. Ein Nord-Süd-streichender Bruch findet sich östlich von Le Bourdeillettes Basses und eine Nordost-streichende Störung endet bei La Villenie. Die beiden letztgenannten Strukturen entstanden wahrscheinlich unter Streckung der La-Tour-Blanche-Antiklinale.

## Naturrisiken

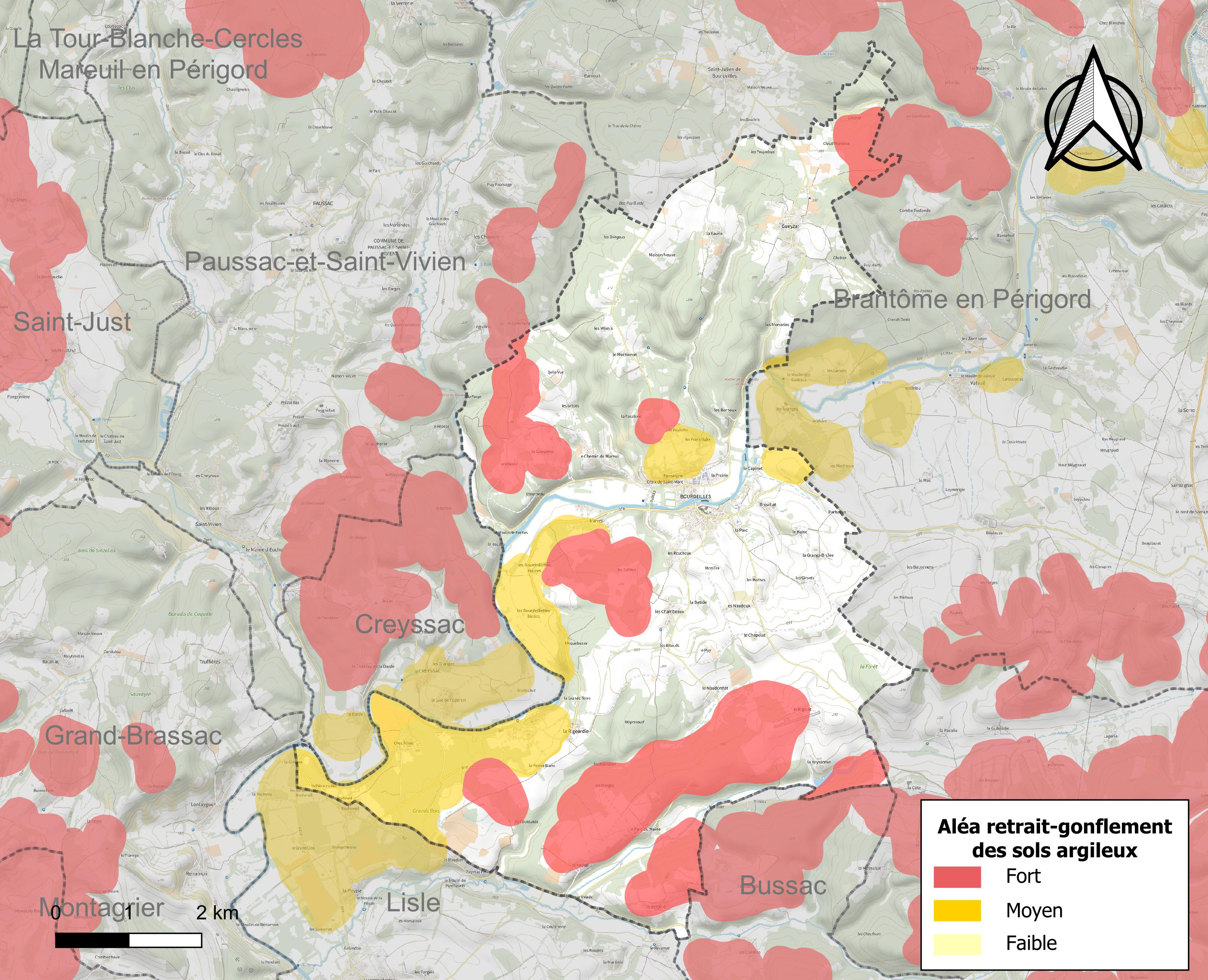
Risikokarte des Quellungs/Schrumpfungsverhältnisses von Tonmineralen in Böden für Bourdeilles

Naturrisiken manifestieren sich in Bourdeilles als
- Überschwemmungen und den mit ihnen assoziierten Schlammströmen und Hangrutschungen im Tal der Dronne und ihrer Seitenarme
- Dürren
- Stürme
- Bodensetzungen.

In den Jahren 1982, 1983, 1986, 1988, 1993 und insbesondere 1999 kam es aufgrund erhöhter Niederschläge zu Überschwemmungen, größeren Bodenbewegungen und Rutschungen.
Dürrejahre waren 1992, 1997, 2005 und 2009. In dieser Periode herrschte erhöhte Waldbrandgefahr.
Ein herausragendes Wintersturmereignis war das Sturmtief Martin im Dezember 1999, das enorme Schäden an den Wäldern und auch an der Infrastruktur hinterließ. Die Zerstörungen in den Wäldern sind selbst im Jahr 2022 noch zu erkennen.
Wie die Risikokarte zeigt, ist Bourdeilles von der Gefahr durch Bodensetzungen betroffen, die Gefahren konzentrieren sich hierbei auf Böden des Kolluviums (vor allem im Süden und im Südosten) und von geringerer Bedeutung auch auf die Schotterterrassen der Dronne vor allem im Südwesten.
Die Erdbebengefahr ist als relativ niedrig einzustufen, am Westrand des Massif Central sind recht seltene Beben der Stärke 3 auf der Richterskala bekannt.

## Ökologie

### Schutzgebiete
Die Gemeinde Bourdeilles weist zwei Schutzgebietstypen (ZNIEFF – Französisch zone naturelle d'intérêt écologique, faunistique et floristique) auf.

#### Schutzgebiet des Typus 1

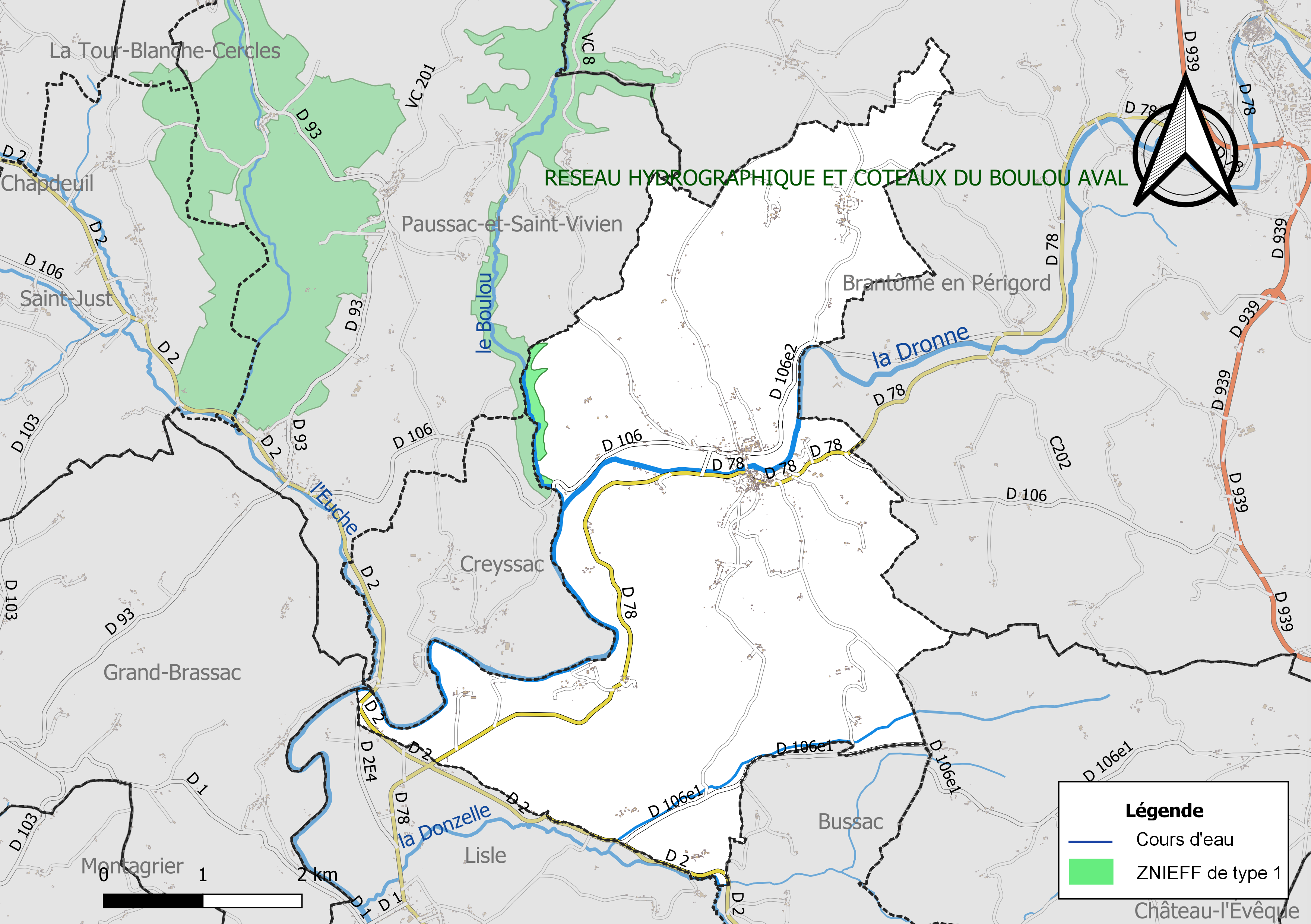
Schutzgebiet des Typus 1

Entlang des Boulous erstreckt sich unter der Bezeichnung Réseau hydrographique et coteaux du Boulou aval (Entwässerungsnetz und Hanglagen am talabwärtigen Boulou) ein Schutzgebiet des Typus 1. Unter Schutz stehen der Flusslauf sowie die anliegenden Wiesen.
Für dieses Schutzgebiet sind 31 Arten ausschlaggebend, darunter
- die 10 Insektenarten Helm-Azurjungfer (Coenagrion mercuriale), Südlicher Kurzgeschwänzter Bläuling (Cupido alcetas), Quendel-Ameisenbläuling (Phengaris arion), Zweigestreifte Quelljungfer (Cordulegaster boltonii), Großer Feuerfalter (Lycaena dispar), Skabiosen-Scheckenfalter (Euphydryas aurinia), Gemeine Keiljungfer (Gomphus vulgatissimus), Fleckenbindiger Halsbock (Pachytodes erraticus), Große Zangenlibelle (Onychogomphus uncatus) und Kleiner Schillerfalter (Apatura ilia)
- 7 Säugetierarten (davon 4 Fledermausarten), hierunter Kleinfleck-Ginsterkatze (Genetta genetta), Fischotter (Lutra lutra) und Europäischer Nerz (Mustela lutreola) sowie die Fledermäuse Große Hufeisennase (Rhinolophus ferrumequinum), Großer Abendsegler (Nyctalus noctula), Kleine Hufeisennase (Rhinolophus hipposideros) und Bechsteinfledermaus (Myotis bechsteinii)
- die 7 Vogelarten Wasseramsel (Cinclus cinclus), Wanderfalke (Falco peregrinus), Waldohreule (Asio otus), Steinsperling (Petronia petronia), Mittelspecht (Leiopicus medius), Schwarzspecht (Dryocopus martius) und Hohltaube (Columba oenas)
- die 6 Amphibien Gemeine Geburtshelferkröte  (Alytes obstetricans), Grasfrosch (Rana temporaria), Westlicher Schlammtaucher (Pelodytes punctatus), Europäischer Laubfrosch (Hyla arborea), Gelbbauchunke (Bombina variegata) und Marmormolch (Triturus marmoratus)
- die Schildkrötenart Europäische Sumpfschildkröte (Emys orbicularis).

Charakteristisch sind außerdem die beiden Pflanzenarten Herbstzeitlose (Colchicum autumnale) und Schachblume (Fritillaria meleagris).
Daneben werden aber noch weitere zahlreiche Tier- und Pflanzenarten rezensiert, darunter 5 Amphibien, 5 Reptilien, 69 Vogelarten, 307 Insektenarten und 40 Pflanzenarten.

#### Schutzgebiete des Typus 2

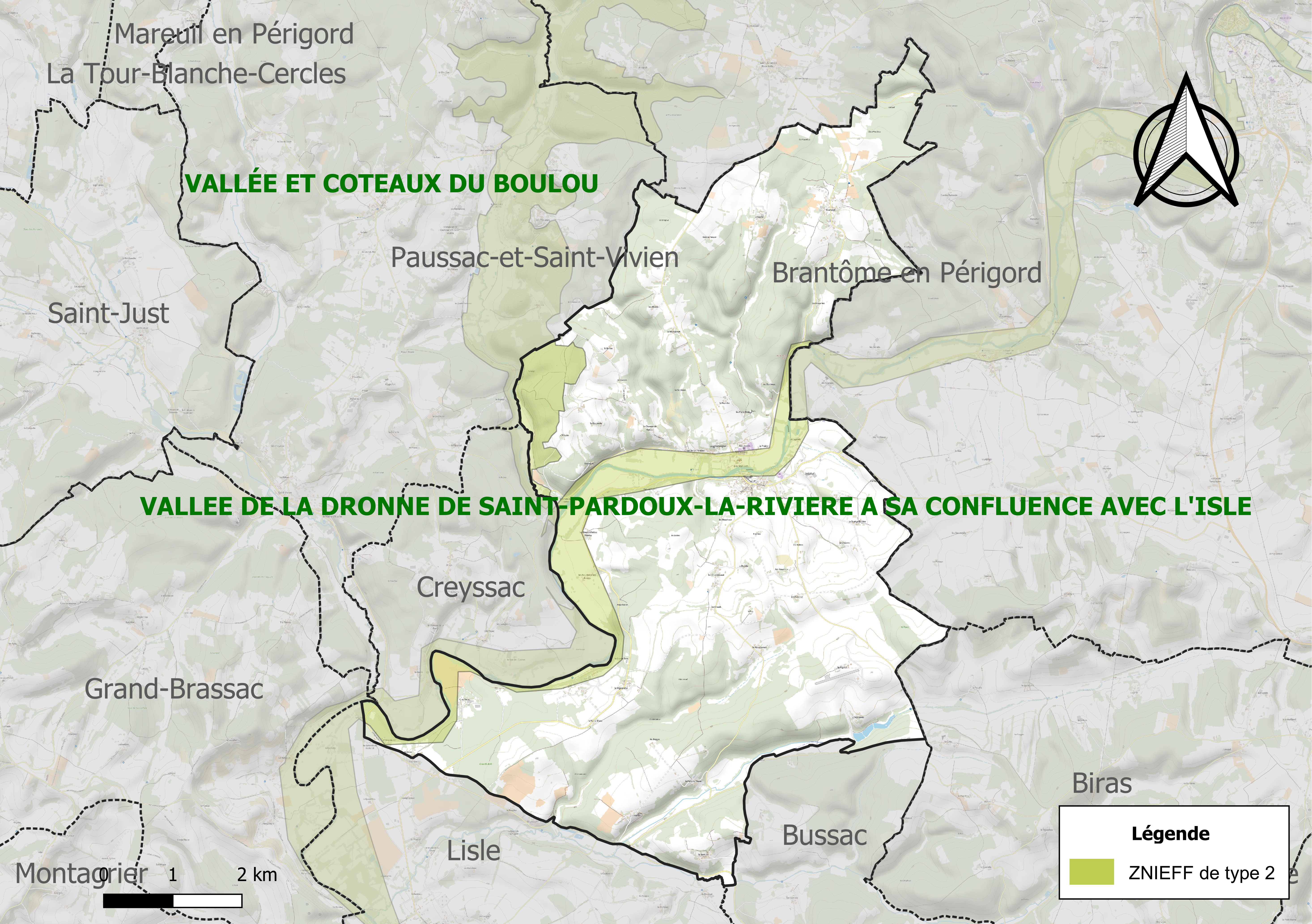
Schutzgebiete des Typus 2

Unter dem Titel Vallée et coteaux du Boulou (Tal und Hanglagen des Boulous) besteht ein Schutzgebiet des Typus 2. Es folgt im Wesentlichen dem Schutzgebiet des Typus 1, ist aber etwas ausgedehnter. Dieses Schutzgebiet umfasst praktisch den gesamten Flusslauf des Boulous – von seiner Quelle bis 200 Meter vor seiner Mündung in die Dronne. Es zeichnet sich durch eine außergewöhnliche Vielfalt an Insektenarten aus – insbesondere an Schmetterlingen (Lepidoptera) und Libellen (Odonata).
Ein weiteres Schutzgebiet des Typus 2 betrifft unter dem Titel Vallée de la Dronne de Saint-Pardoux-la-Rivière à sa confluence avec l’Isle (Tal der Dronne von Saint-Pardoux-la-Rivière bis zur Mündung in die Isle) den gesamten Verlauf der Dronne innerhalb der Gemeinde.

## Archäologie

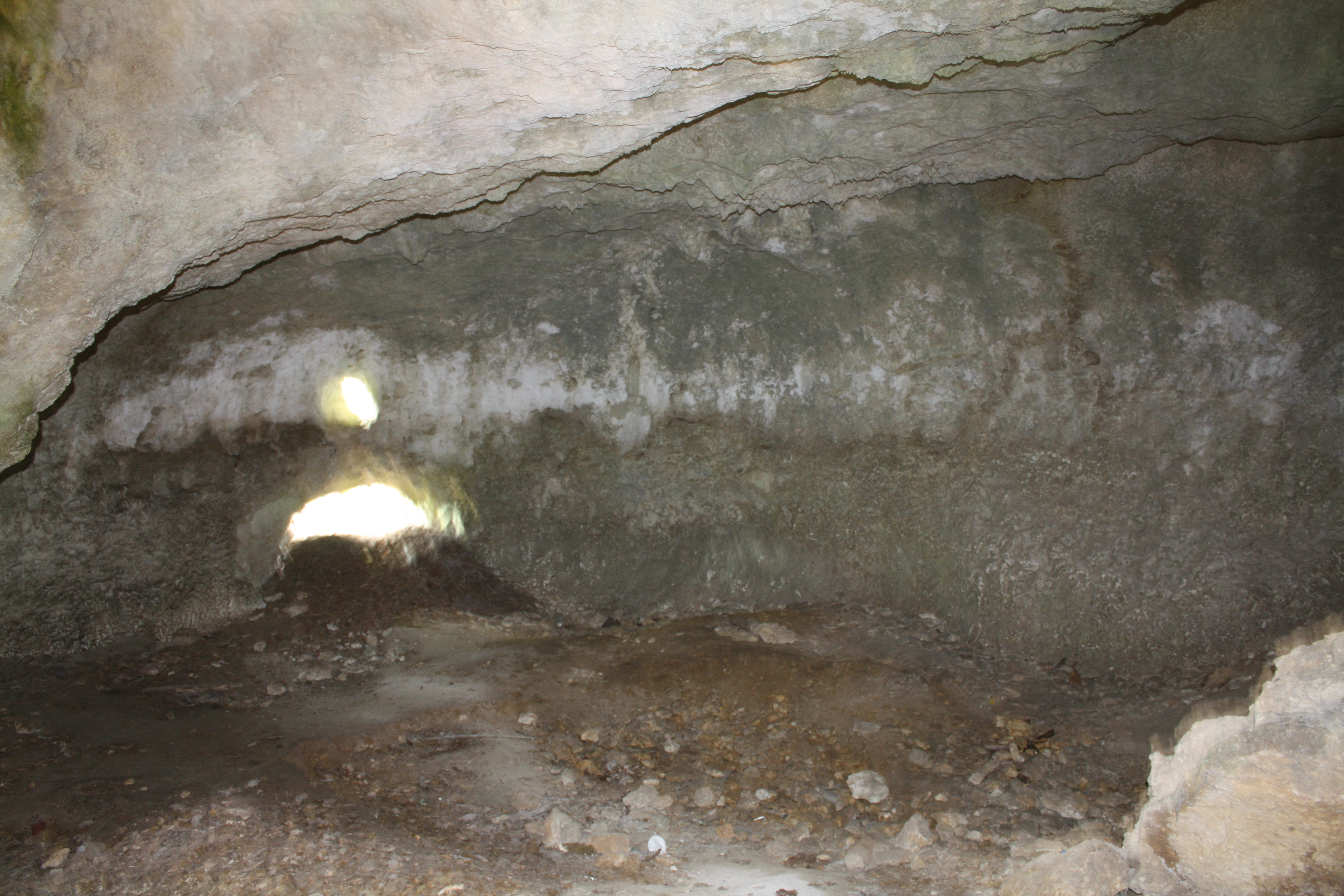
Die Höhlenfundstätte Les Bernoux

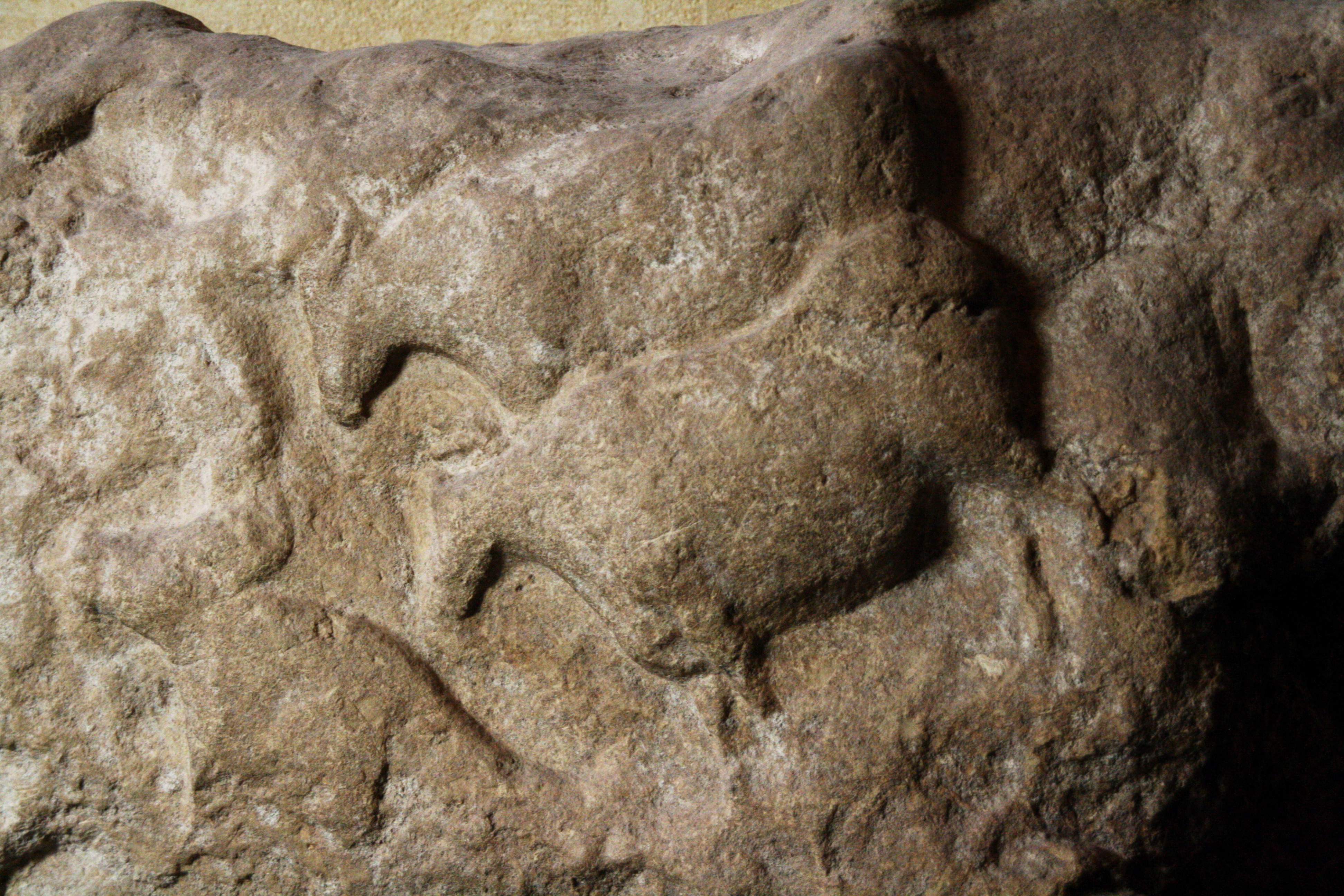
Skulptierte Auerochsen vom Fourneau du diable

Bourdeilles besitzt insgesamt acht archäologische Fundstätten – was die Bedeutung des Dronnetals und ihrer Seitenarme für die Menschen während der Würm-Kaltzeit unterstreicht.
Die älteste dieser Fundstätten ist Fonseigner (auf der rechten Dronneseite gegenüber dem Ortskern), die Artefakten des Moustériens, genauer des MTAs (bis 45.000 Jahre vor heute), enthält. In der Fundstätte Le Trou de la Chèvre (östlich von Les Francilloux) konzentriert sich Aurignacien (40.000 bis 31.000 Jahre vor heute – mit Unterem Aurignacien und 2 Niveaus Mittleren Aurignaciens), die Abfolge reicht aber von Moustérien (MTA und Typ La Quina) über Unteres Périgordien in 4 Niveaus (Châtelperronien – 38.000 bis 33.000 Jahre vor heute) bis hinauf ins Obere Périgordien (Gravettien bzw. Périgordien V). Vorhanden sind Steinartefakte wie auch Knochenfunde. Die mit Ritzzeichnungen ausgeschmückte Höhle Les Bernoux östlich des gleichnamigen Weilers kann Funde des Oberen  Moustériens und des Aurignaciens (Pferdekopf) vorweisen, erreicht aber auch noch Solutréen  mit typischen Kerbspitzen. Tierdarstellungen aus dem Gravettien und dem Solutréen mit Mammut, Fellnashorn und Höhlenbär (im Profil) kamen zum Vorschein.
Der Felsüberhang Fourneau du Diable (auch Forge du Duable) überragt zwei Terrassen unweit der Fundstätte Les Moneries sowie mehrere Abris und Höhlen. Er zeigt die bekannte Frankokantabrische Höhlenkunst aus der Zeit des Oberen Magdaléniens (Oberes Magdalénien VI), enthält aber auch Oberes Périgordien, Gravettien und Oberes Solutréen. Die Fundstätte ist insbesondere für das Solutréen von großer Bedeutung, dessen Werkzeuge (insbesondere Kerbspitzen) eine enorme Fertigungsqualität aufweisen. Die obere Terrasse enthielt den bekannten Auerochsen-Block. In der unteren Terrasse fand sich Périgordien IV, etwas darunter auch noch Périgordien V. Bejagt wurden neben Wildpferd, Wildrind, Hirsch, Bock, Wolf und Mammuth vor allem Rentiere. Eine weitere Fundstätte befindet sich am Abri von Pont d’Ambon. Sie hat reiche Artefakte aus 2 Niveaus des Magdaléniens und insbesondere aus 4 Niveaus des Aziliens (12.300 bis 9.600 v. Chr.) mit typischen Azilienspitzen erbracht, sowie bearbeitete Knochen des Aziliens und Laboriens (10.500 bis 8.800 v. Chr.). In ihr erscheint außerdem noch Sauveterrien (8.500 bis 6.500 v. Chr.). Die hier bejagte Fauna besteht aus Hase, Hirsch, Wildschwein, Rehbock, Biber und Fischen.
Eine Freiluftfundstätte ist La Bertinie-Épalourdie im Süden in Nähe der Donzelle mit Artefakten des Moustériens (MTAs). Sie wurde aber vorwiegend während des Neolithikums und des Chalkolithikums frequentiert. Eine weitere Freiluftfundstätte befindet sich bei La Peyriche im Norden, ebenfalls mit Funden aus dem Neolithikum und Chalkolithikum.

## Geschichte

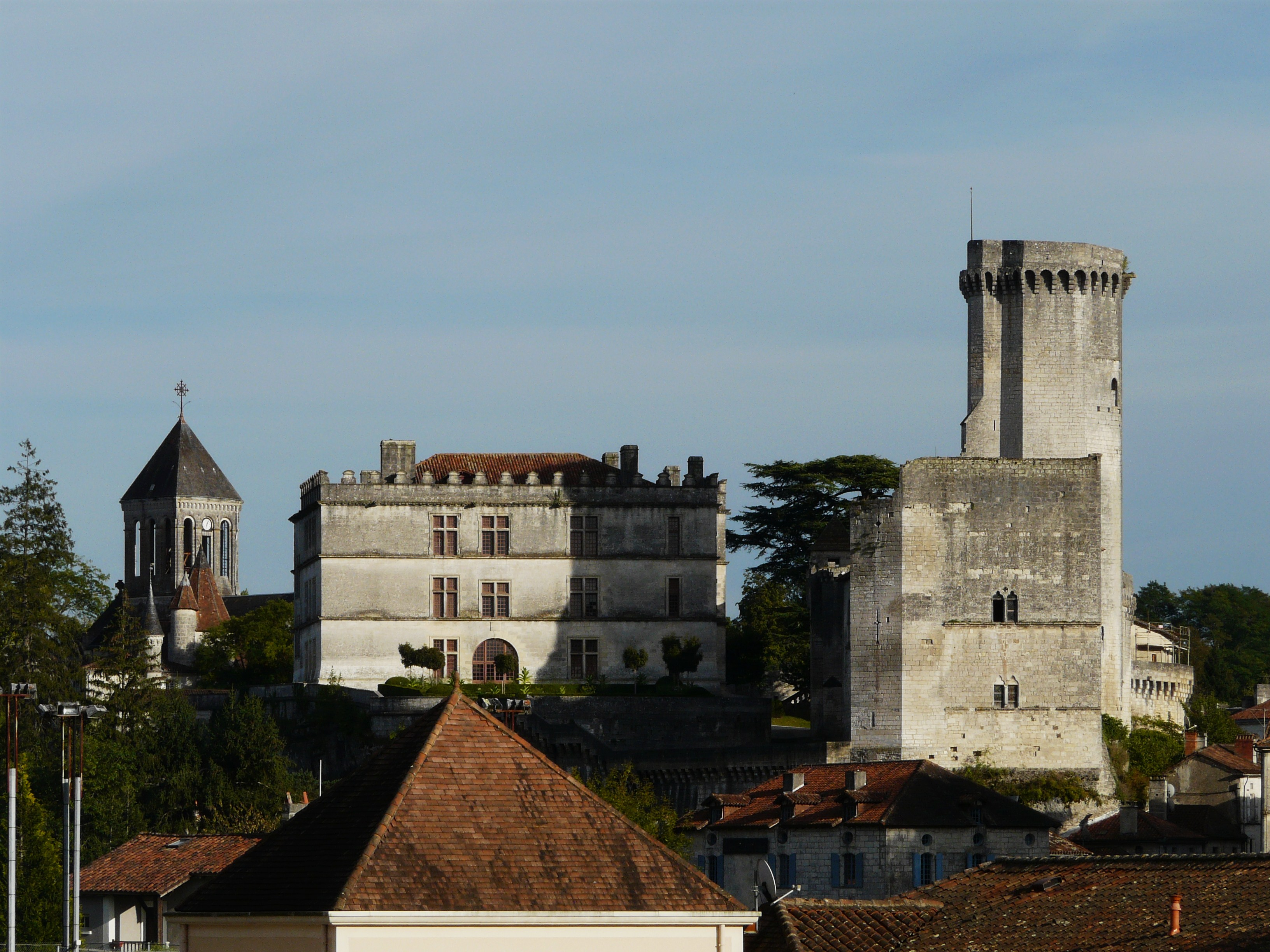
Ortskirche, Renaissancepavillon und Burganlage mit Donjon

Bourdeilles war im 10. Jahrhundert neben Beynac, Biron und Mareuil eine der vier Baronien im Périgord. Die Ortschaft hatte im 11. und 12. Jahrhundert ein starkes demographisches Wachstum erfahren, sie selbst wird aber erst im 12. Jahrhundert als Burgus erwähnt.
Ältestes Bauwerk in Bourdeilles ist die ursprüngliche feudale Burganlage, die im Jahr 1183 erstmals schriftlich beurkundet wird. Sie wurde gegen 1259 durch lokale Fehden dem Ruin preisgegeben. Die jetzige Burganlage geht ins 13. Jahrhundert zurück, deren Donjon aber erst ab 1280/1283 von Géraud de Maulmont errichtet wurde. Sie muss bereits im August 1263 bestanden haben, da von ihrer Belagerung durch den Vizegrafen von Limoges Guido VI. le Preux berichtet wird, welcher hierbei den Tod fand. Edward I. baute die Burg Bourdeilles dann im Jahr 1273 weiter aus.
Das Schloss Étourneau geht ebenfalls bis ins 13. Jahrhundert zurück.
Die Brücke mit Eisabweisern über die Dronne entstand im 14. Jahrhundert. Nach den katastrophalen Hochwassern im Jahr 1735 wurde sie im 18. Jahrhundert neu erbaut.
Das Haus Le Sénéchal kann ins 15. Jahrhundert zurückverfolgt werden. Im gleichen Jahrhundert entstanden auch die Ortskirche Saint-Pierre-ès-Liens und die alte Kapelle Saint-Jean.
Gegen Ende des 16. Jahrhunderts (im Jahr 1589) wurde innerhalb der Burganlage ein Renaissancepavillon angelegt, als Architektin fungierte Jacquette de Montbron, eine Favoritin von Caterina de’ Medici.
Das Schloss La Valade datiert aus dem 17. Jahrhundert, ebenso die Kapelle Notre-Dame.
Die Schlösser Les Francilloux und Mazerat wurden erst im 19. Jahrhundert errichtet.

## Bevölkerungsentwicklung
| Jahr | Einwohner |  |
| 1962 | 803       |  |
| 1968 | 721       |  |
| 1975 | 654       |  |
| 1982 | 728       |  |
| 1990 | 811       |  |
| 1999 | 777       |  |
| 2004 | 784       |  |
| 2006 | 782       |  |
| 2009 | 771       |  |
| 2012 | 763       |  |
| 2014 | 744       |  |
| 2019 | 765       |  |
| 2020 | 771       |  |

Quelle: INSEE
Die Bevölkerung in der Gemeinde Bourdeilles war von 1962 bis 1975 rückläufig, hatte sich aber im Jahr 1990 wieder erholt. Unter leichten Schwankungen hat sie dieses Niveau in etwa seitdem beibehalten.
Die Bevölkerungsdichte in der Gemeinde Bourdeilles beträgt 35,3 Einwohner pro Quadratkilometer.

## Verwaltung
Bürgermeister in der Gemeinde Bourdeilles ist seit Mai 2020 Nicolas Dussutour.

## Präsidentschaftswahlen 2022
| Kandidaten                       | Kandidaten            | Parteien                      | Parteien            | 1. Wahlgang | 1. Wahlgang | 2. Wahlgang | 2. Wahlgang |
| Kandidaten                       | Kandidaten            | Parteien                      | Parteien            | Stimmen     | %           | Stimmen     | %           |
| -------------------------------- | --------------------- | ----------------------------- | ------------------- | ----------- | ----------- | ----------- | ----------- |
|                                  | Emmanuel Macron       | En marche !                   | EM                  | 98          | 23,17 %     | 206         | 60,41 %     |
|                                  | Marine Le Pen         | Front national                | FN                  | 68          | 16,08 %     | 135         | 39,59 %     |
|                                  | Jean-Luc Mélenchon    | Front de gauche               | FDG                 | 134         | 31,68 %     |             |             |
|                                  | Éric Zemmour          | Reconquête                    |                     | 18          | 4,25 %      |             |             |
|                                  | Valérie Pécresse      | Les Républicains              | LR                  | 18          | 4,25 %      |             |             |
|                                  | Jean Lassalle         | Résistons !                   | R                   | 20          | 4,73 %      |             |             |
|                                  | Anne Hidalgo          | Parti socialiste              | PS                  | 11          | 2,60 %      |             |             |
|                                  | Fabien Roussel        | Parti communiste français     | PC                  | 7           | 1,65 %      |             |             |
|                                  | Nicolas Dupont-Aignan | Debout la République          | DLR                 | 15          | 3,55 %      |             |             |
|                                  | Yannick Jadot         | Europe Écologie-Les Verts     | EELV                | 27          | 6,38 %      |             |             |
|                                  | Nathalie Arthaud      | Lutte Ouvrière                | LO                  | 4           | 0,95 %      |             |             |
|                                  | Philippe Poutou       | Nouveau Parti anticapitaliste | NPA                 | 3           | 0,71 %      |             |             |
|                                  |                       |                               |                     |             |             |             |             |
| Gesamt                           | Gesamt                | Gesamt                        | Gesamt              | 423         | 100 %       | 341         | 100 %       |
|                                  |                       |                               |                     |             |             |             |             |
| Gültige Stimmen                  | Gültige Stimmen       | Gültige Stimmen               | Gültige Stimmen     | 423         | 97,02 %     | 341         | 83,99 %     |
| Ungültige Stimmen                | Ungültige Stimmen     | Ungültige Stimmen             | Ungültige Stimmen   | 13          | 2,98 %      | 65          | 16,01 %     |
| Wahlbeteiligung                  | Wahlbeteiligung       | Wahlbeteiligung               | Wahlbeteiligung     | 436         | 81,04 %     | 406         | 75,61 %     |
| Enthaltungen                     | Enthaltungen          | Enthaltungen                  | Enthaltungen        | 102         | 18,96 %     | 131         | 24,39 %     |
| Registrierte Wähler              | Registrierte Wähler   | Registrierte Wähler           | Registrierte Wähler | 538         |             | 537         |             |
|                                  |                       |                               |                     |             |             |             |             |
| Quelle: Ministère de l'Intérieur |                       |                               |                     |             |             |             |             |

Die Präsidentschaftswahlen 2022 in Bourdeilles konnte Emmanuel Macron deutlich für sich entscheiden. Im ersten Wahlgang hatte Jean-Luc Mélenchon zwar noch die meisten Stimmen erhalten, war aber dann auf nationaler Ebene für die Stichwahl im zweiten Wahlgang ausgeschieden.

## Wirtschaft

### Beschäftigung
Im Jahr 2015 betrug die erwerbsfähige Bevölkerung zwischen 15 und 64 Jahren 283 Personen (38,3 % der Gesamtbevölkerung). Als arbeitslos waren 35 Personen gemeldet, die Arbeitslosigkeit belief sich somit auf 12,4 % – ein Anstieg um 10 Personen (gegenüber 25 Personen im Jahr 2010).

### Unternehmen
Am 31. Dezember 2015 waren in der Gemeinde Bourdeilles 78 Unternehmen angesiedelt, davon 41 in Handel, Transport und Dienstleistungen, 16 in Verwaltung, Bildung, Gesundheit oder Sozialhilfe, 10 in Landwirtschaft, Forst oder Fischerei, 7 in der Industrie und 4 im Baugewerbe.

## Sehenswürdigkeiten
- Ortskirche Saint-Pierre-ès-Liens (Petri Ketten) aus dem 15. Jahrhundert
- Kapelle Notre-Dame aus dem 17. Jahrhundert
- alte Kapelle Saint-Jean aus dem 15. Jahrhundert, heute ein Wohnhaus
- Burg und Schloss Bourdeilles aus der Mitte des 13. Jahrhunderts (Schloss aus dem 15. Jahrhundert), Monument historique
- Schloss Étourneau aus dem 13. Jahrhundert, Umbauten aus dem 16. Jahrhundert
- Schloss Les Francilloux aus dem 19. Jahrhundert
- Schloss Mazerat aus dem 19. Jahrhundert
- Schloss La Valade aus dem 17./18. Jahrhundert mit Taubenturm
- Herrenhaus La Faurie
- Herrenhaus Fonseigner
- Herrenhaus La Rigeardie mit Taubenturm
- Haus Le Sénechal aus dem 15./16. Jahrhundert, Monument historique
- Höhlen

## Photogalerie

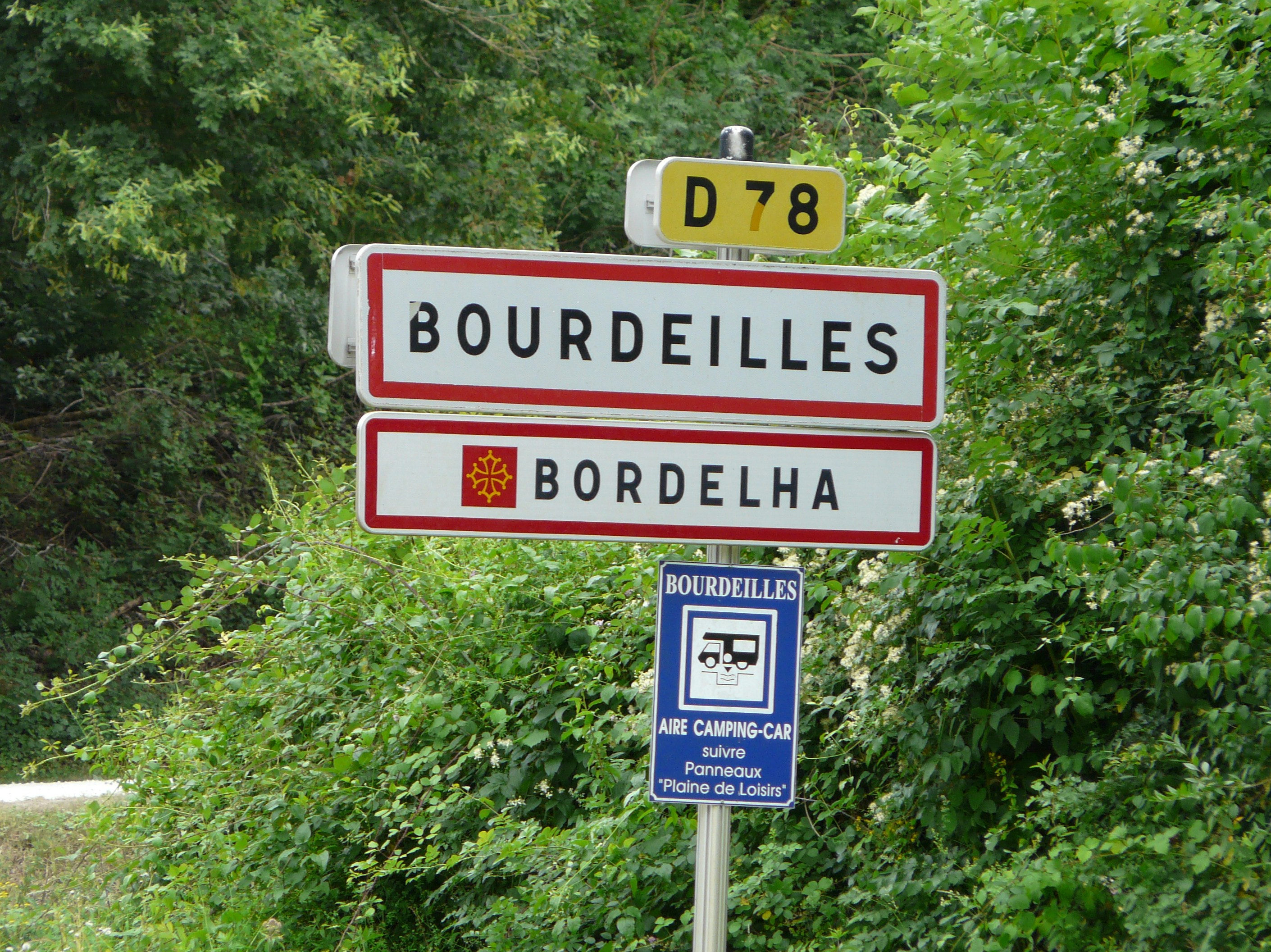
Zweisprachiges Ortsschild an der D 78
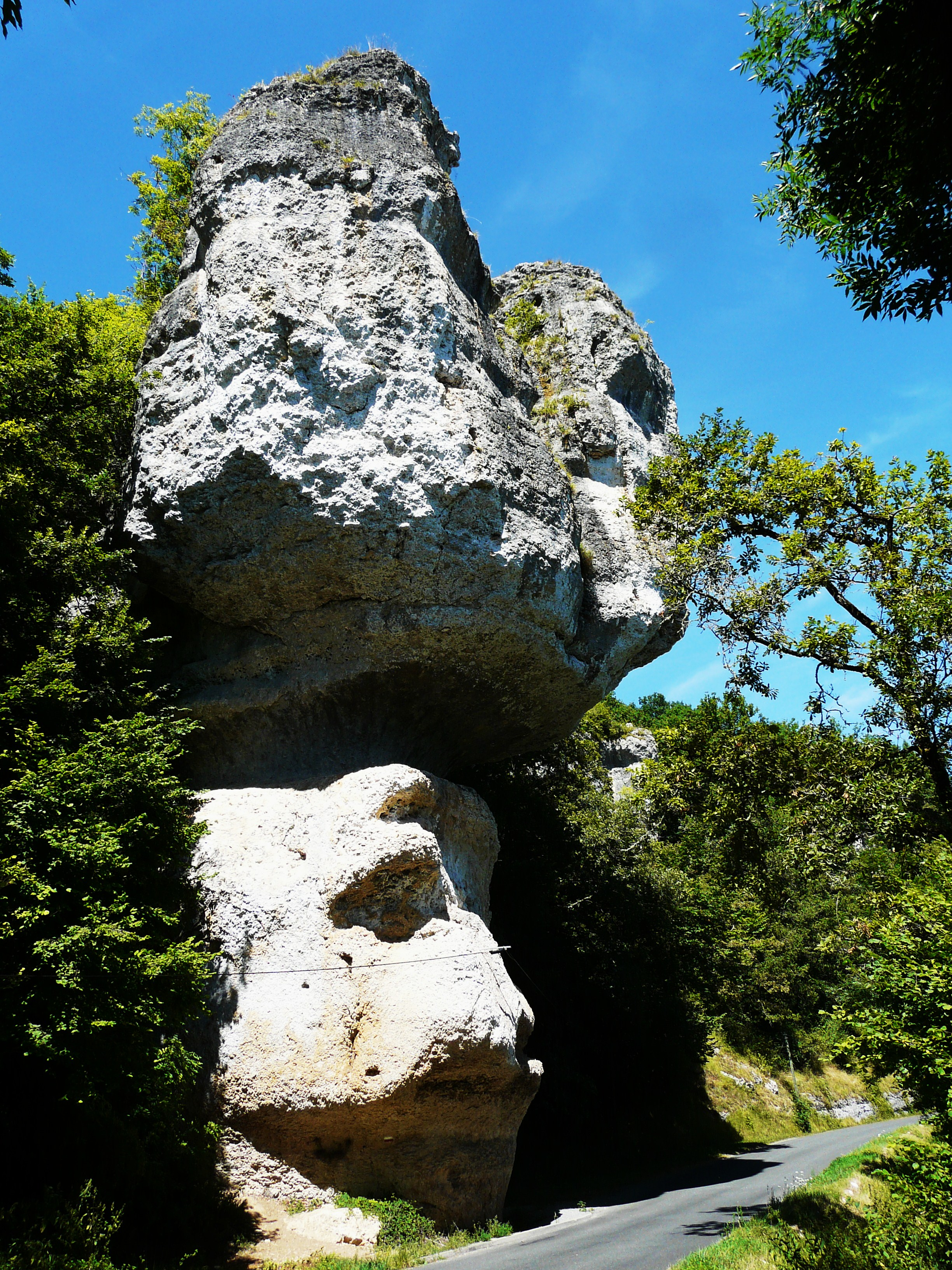
Coniacium am überhängenden Le Grand Rocher
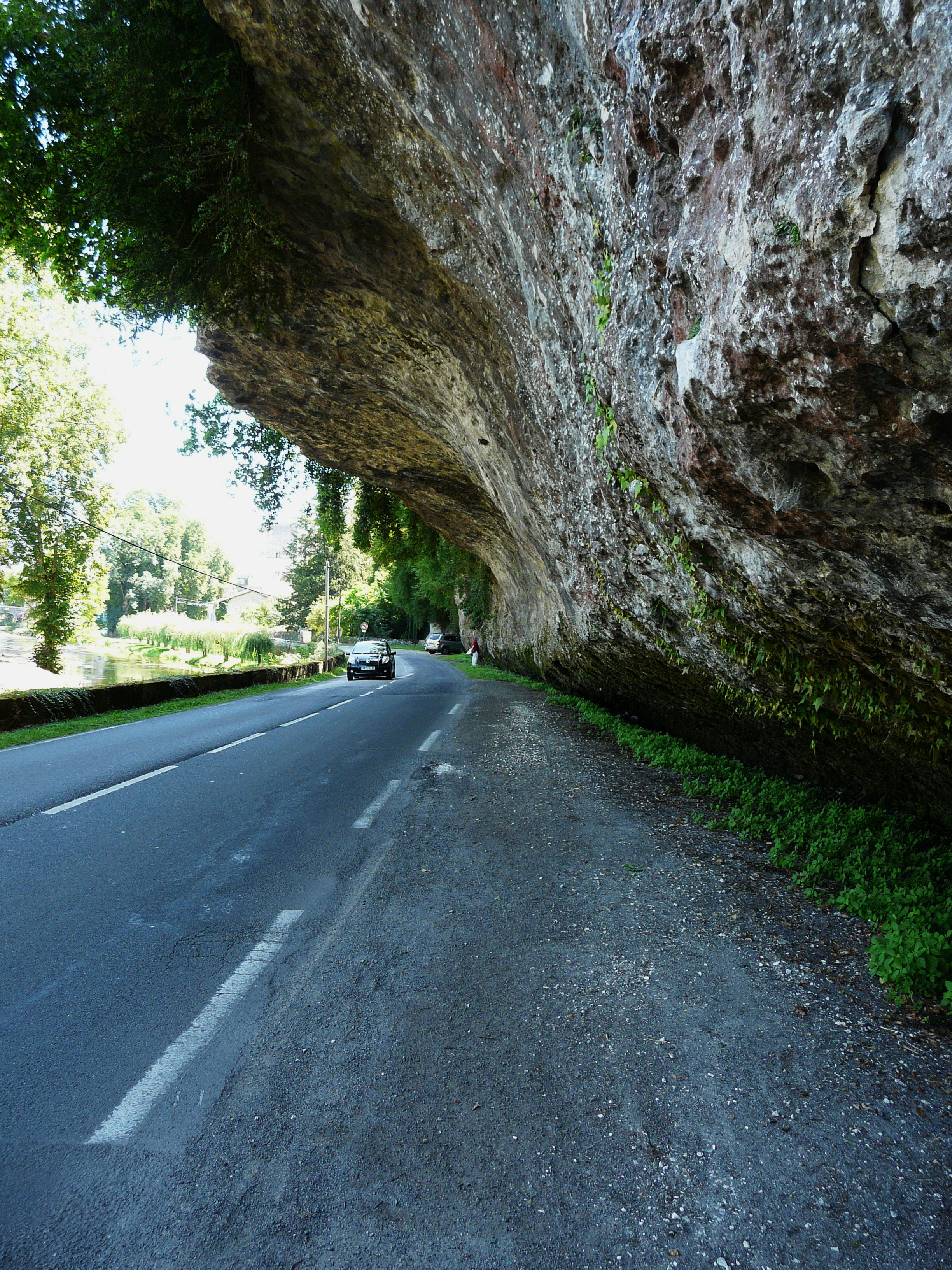
Überhang in Coniacium an der D 78
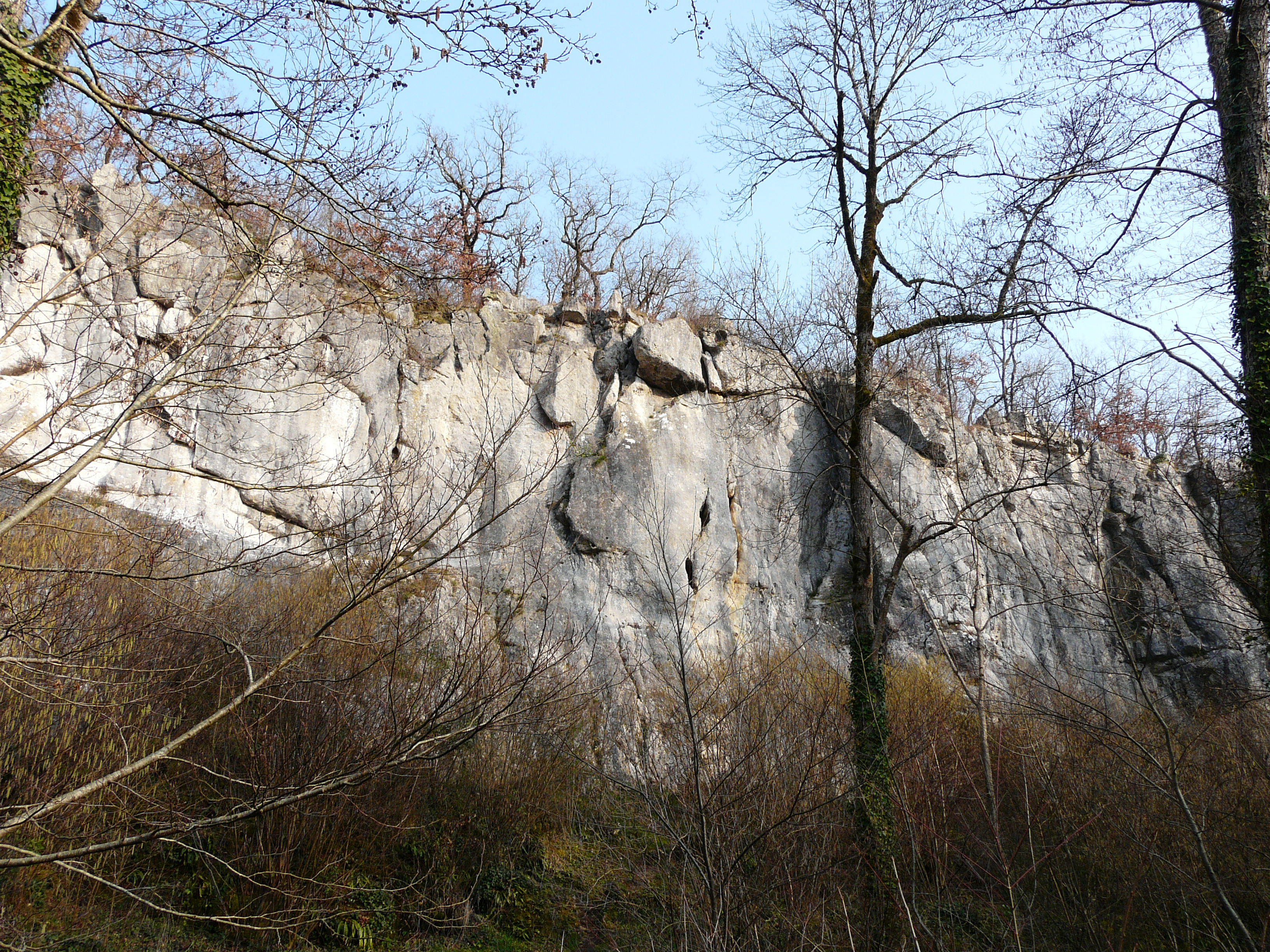
Kletterfelsen aus Turonium an der Forge du Boulou
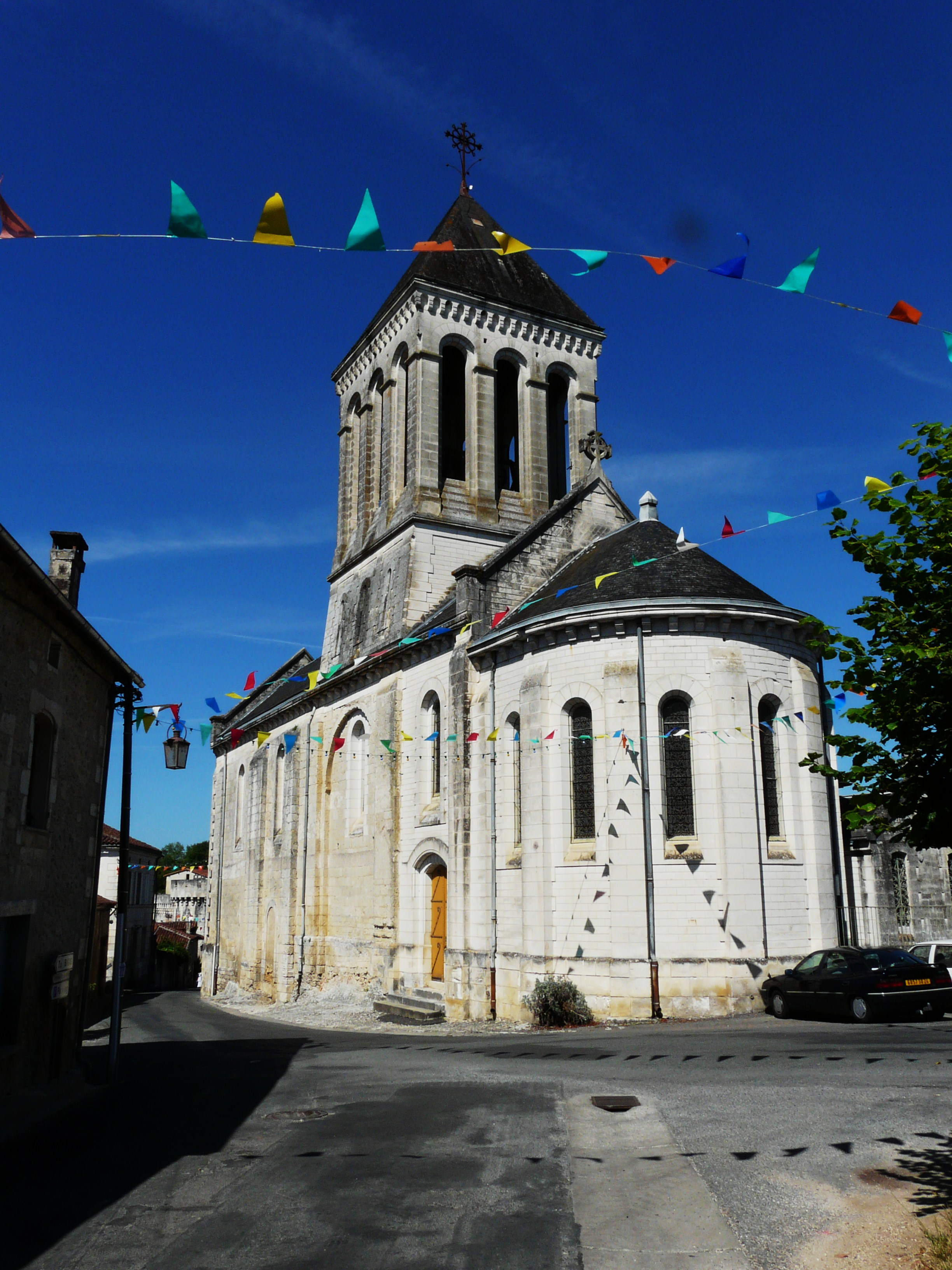
Ortskirche Saint-Pierre-ès-Liens
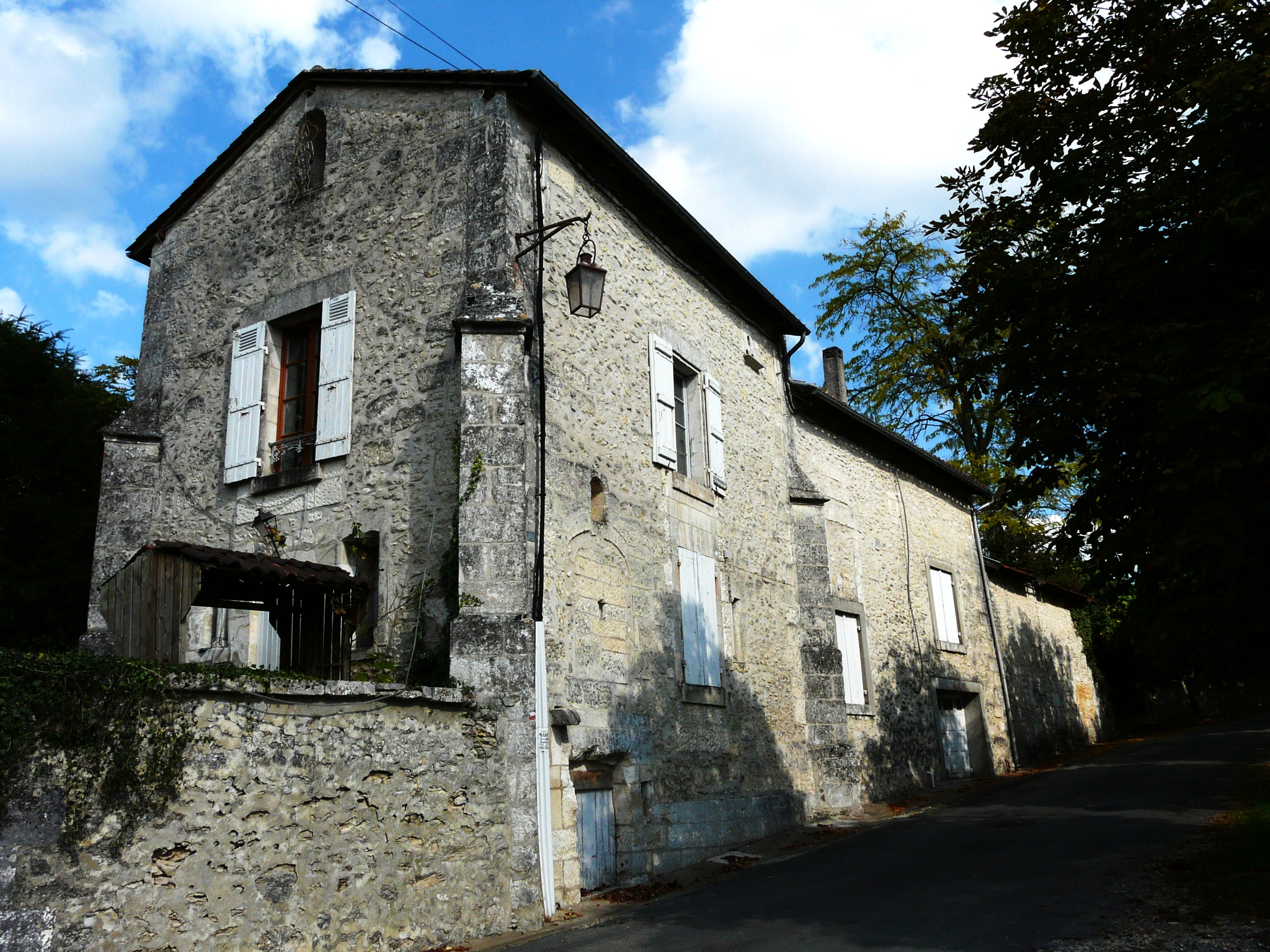
Alte Kapelle Saint-Jean
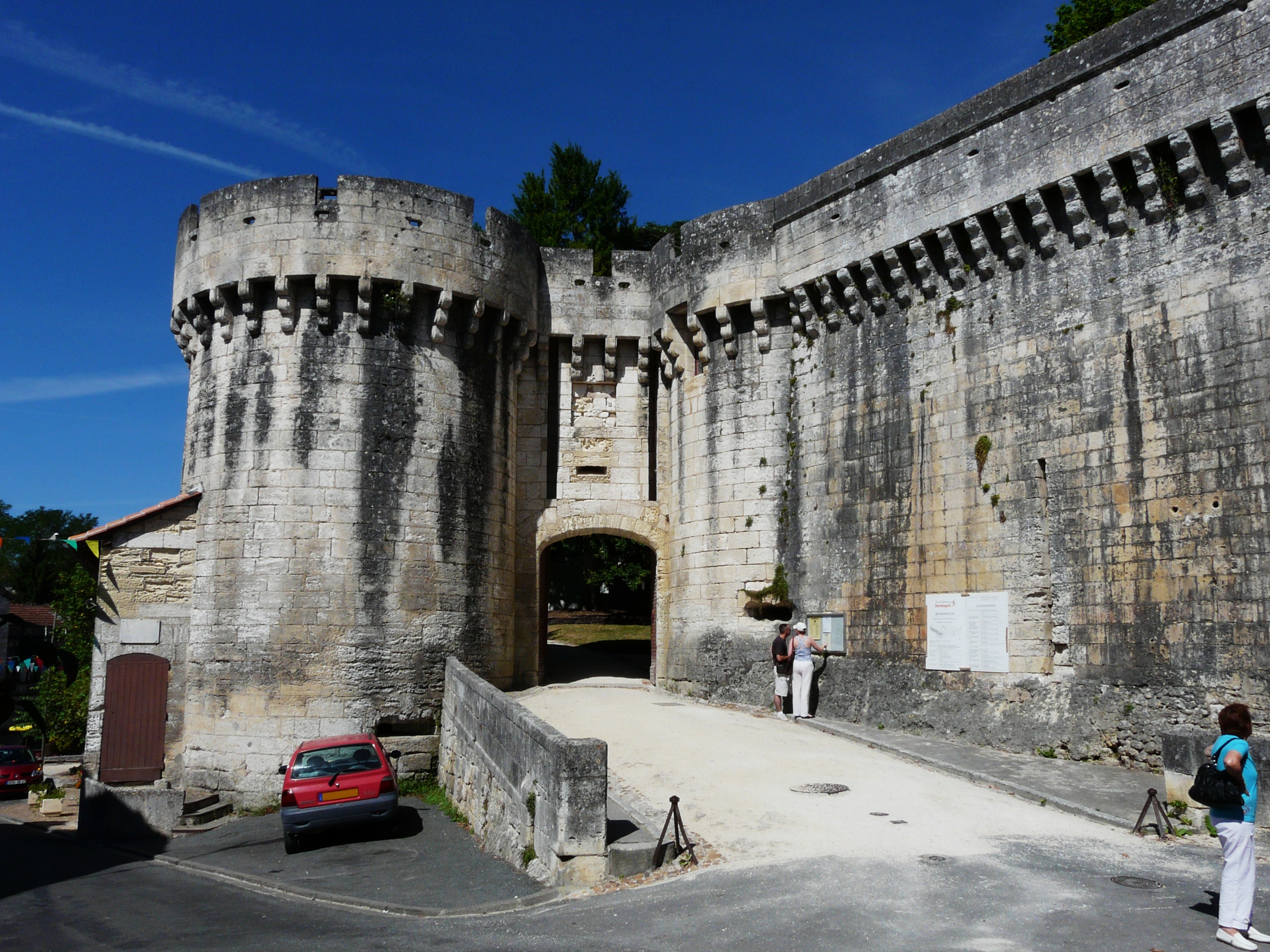
Burganlage Bourdeilles
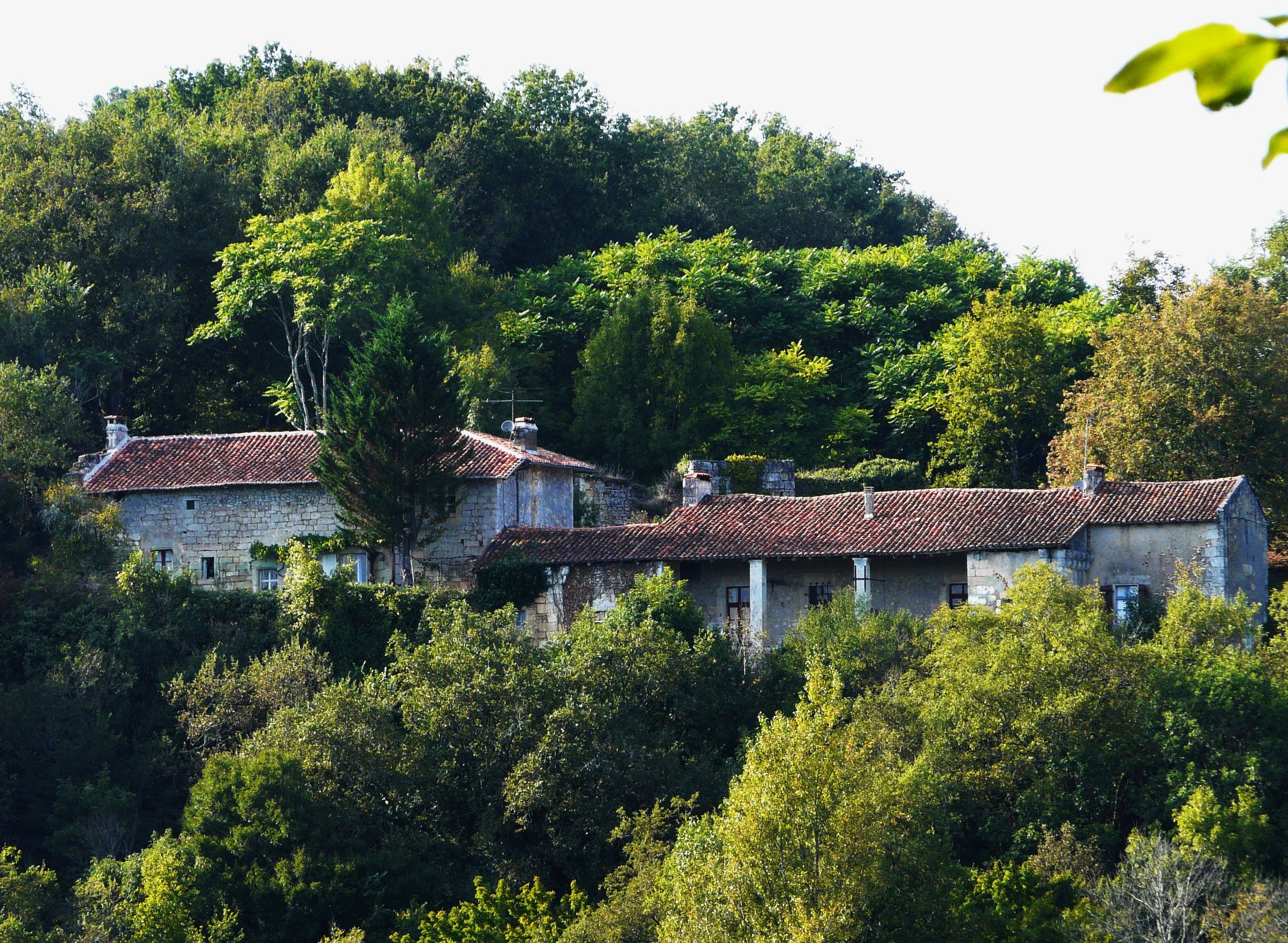
Schloss Étourneau
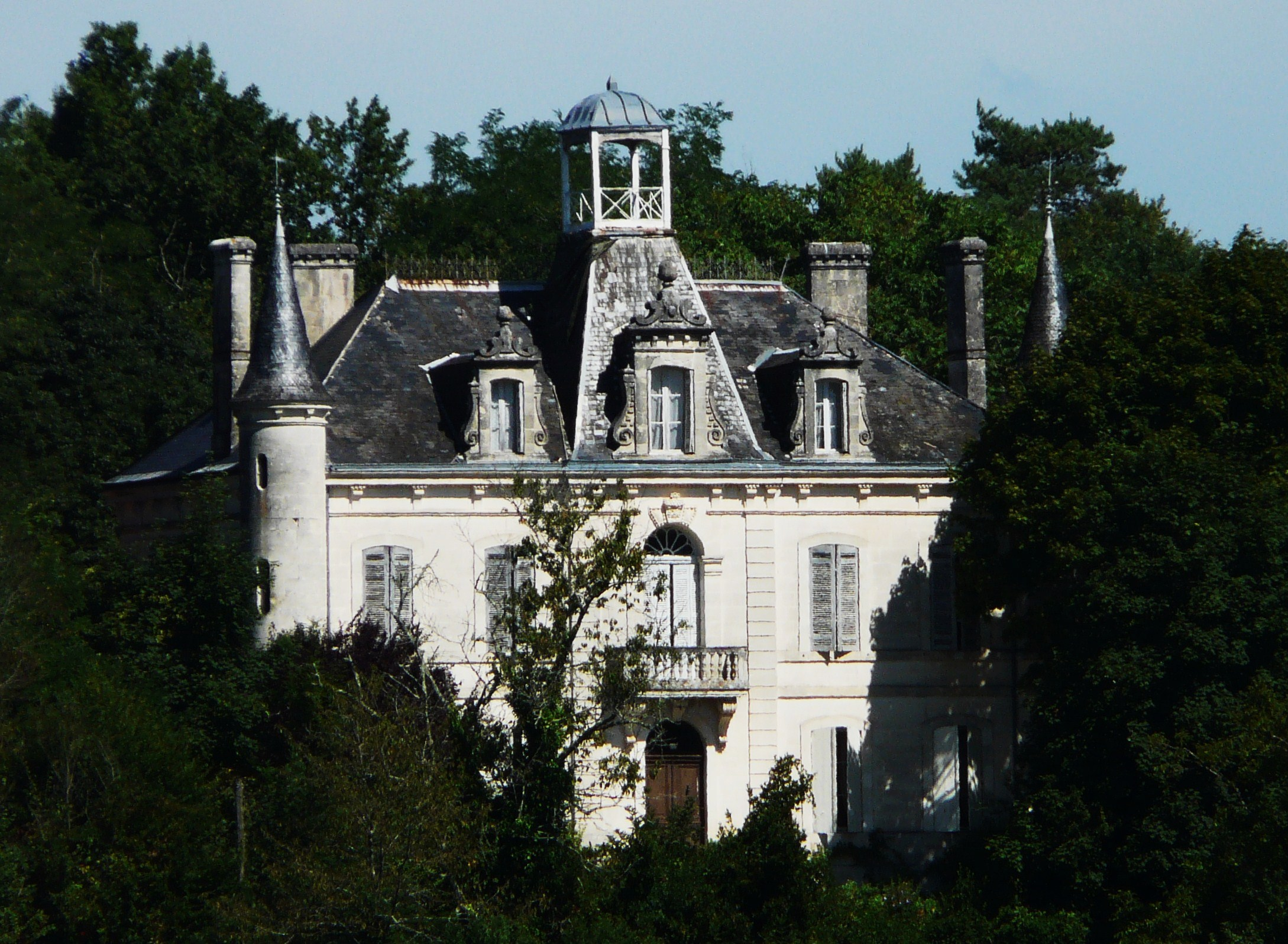
Schloss Francilloux
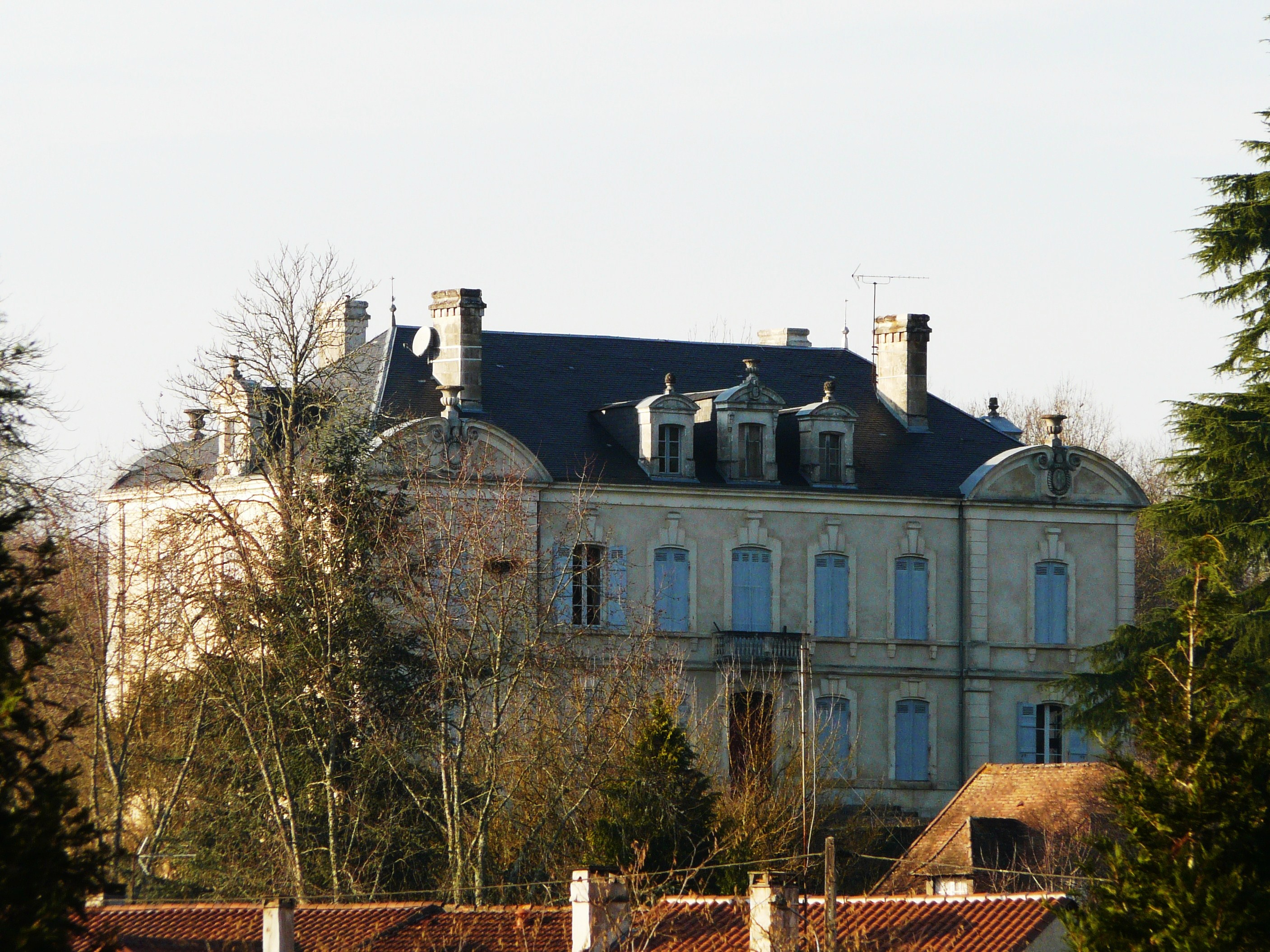
Schloss Mazerat
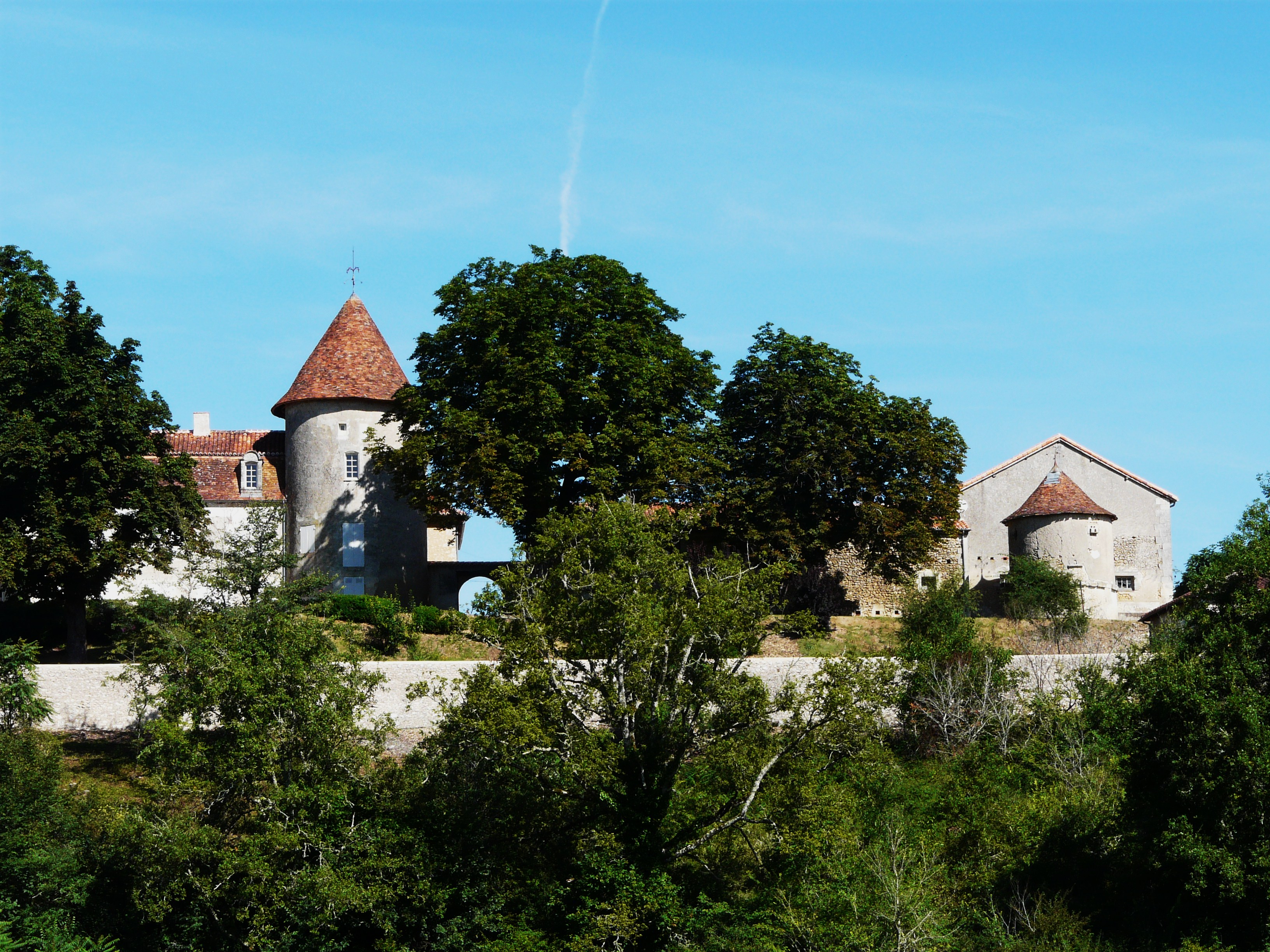
Schloss La Valade
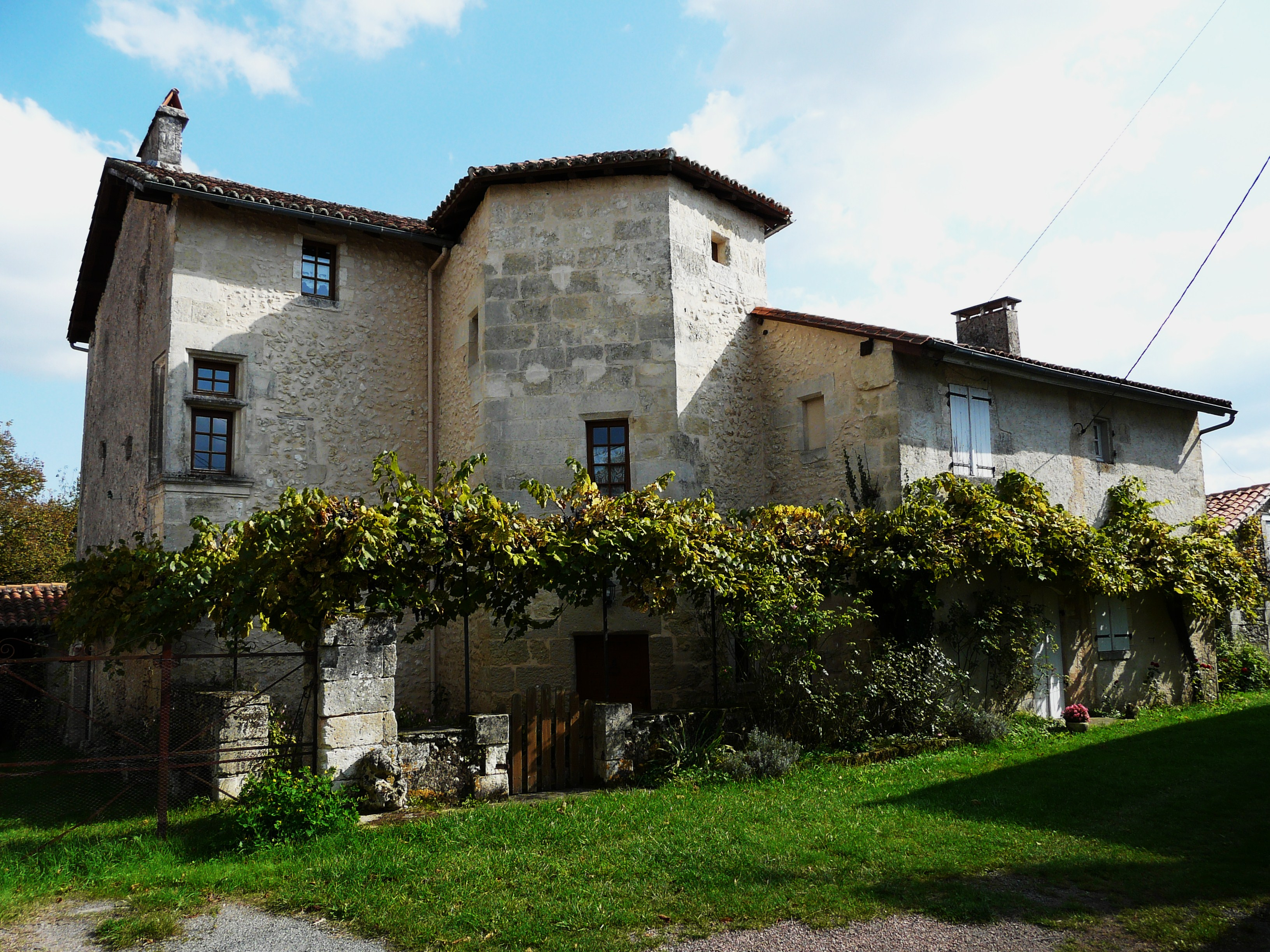
Herrenhaus La Faurie
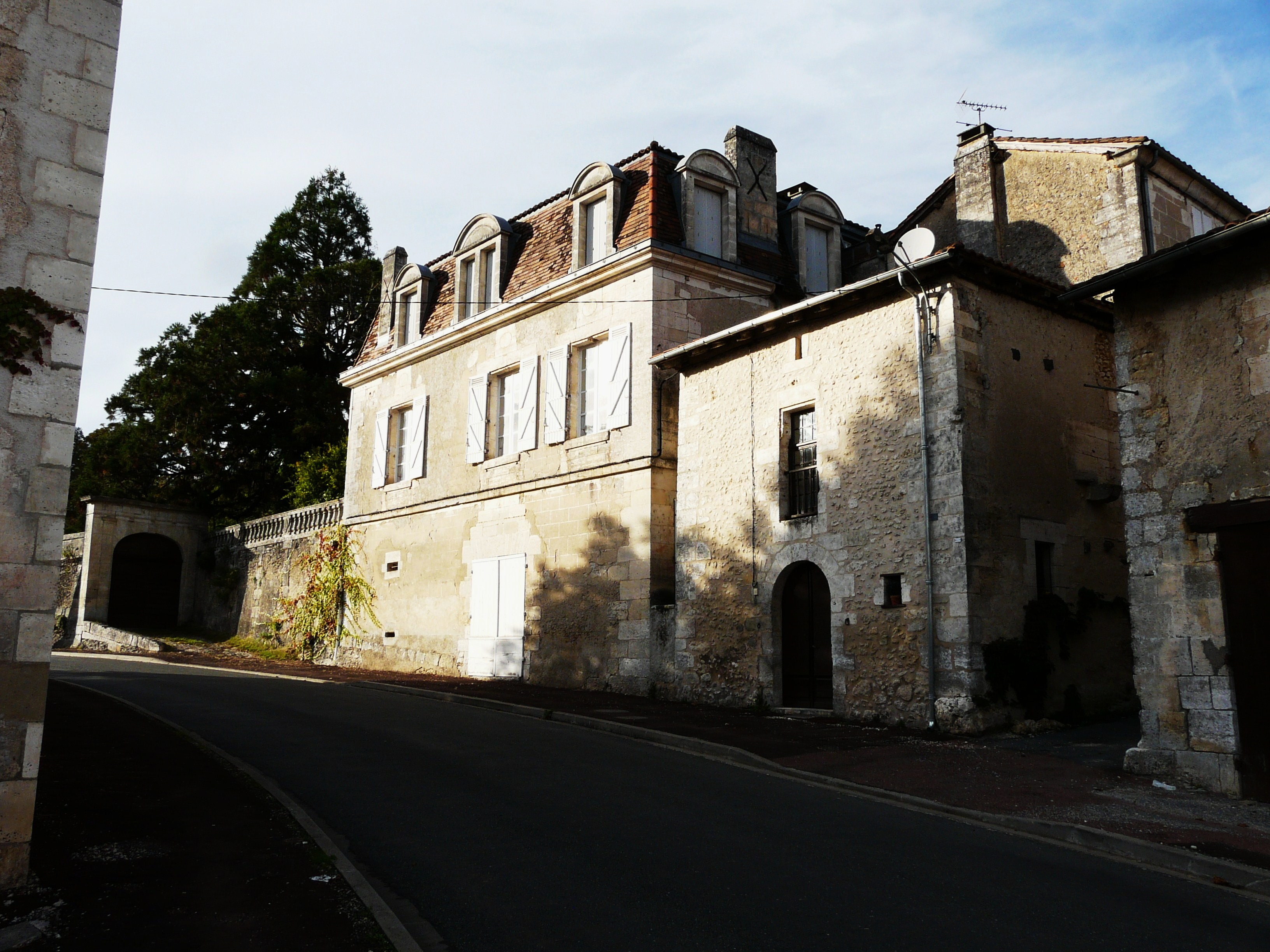
Herrenhaus Fonseigner
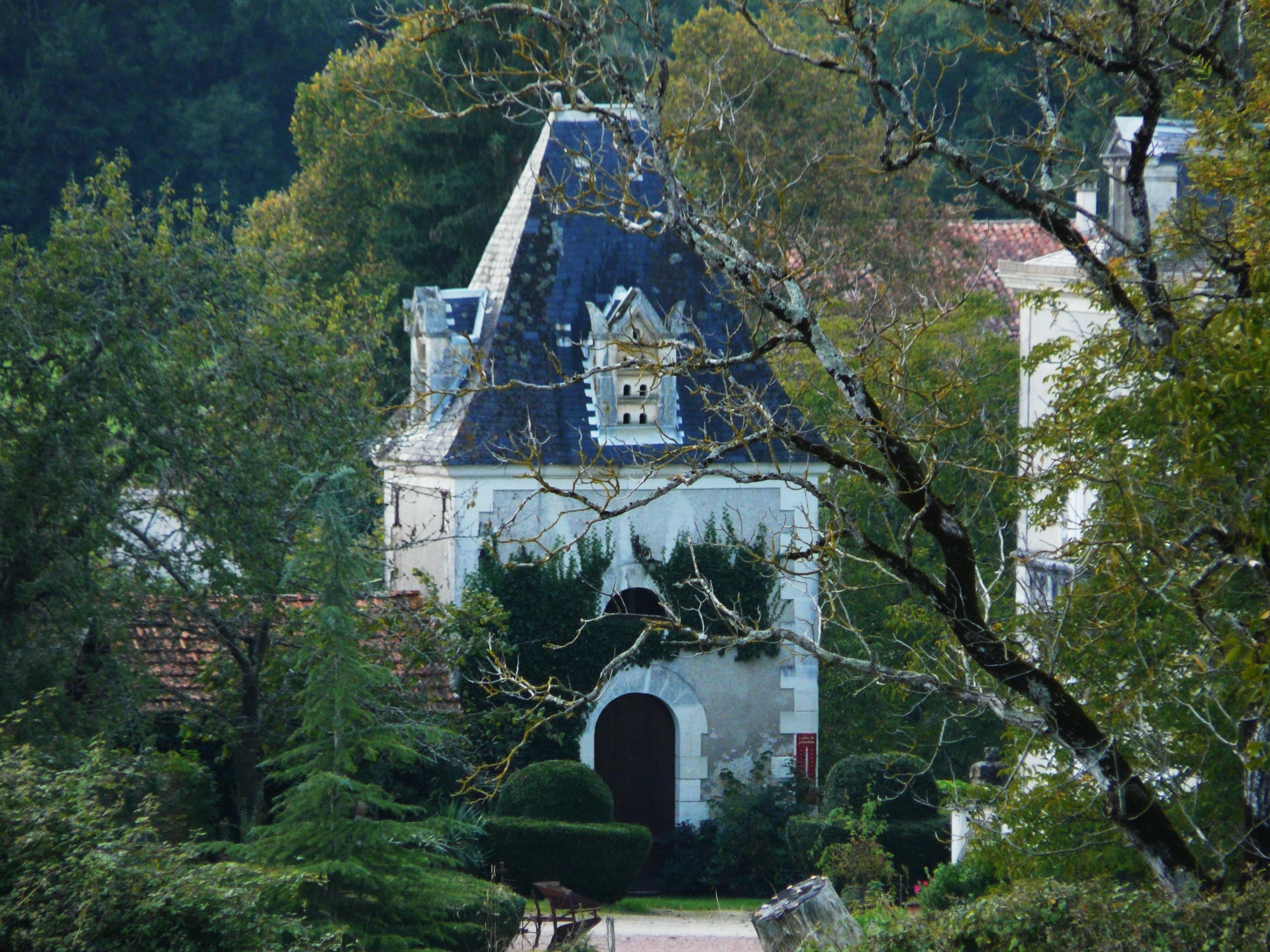
Herrenhaus La Rigeardie
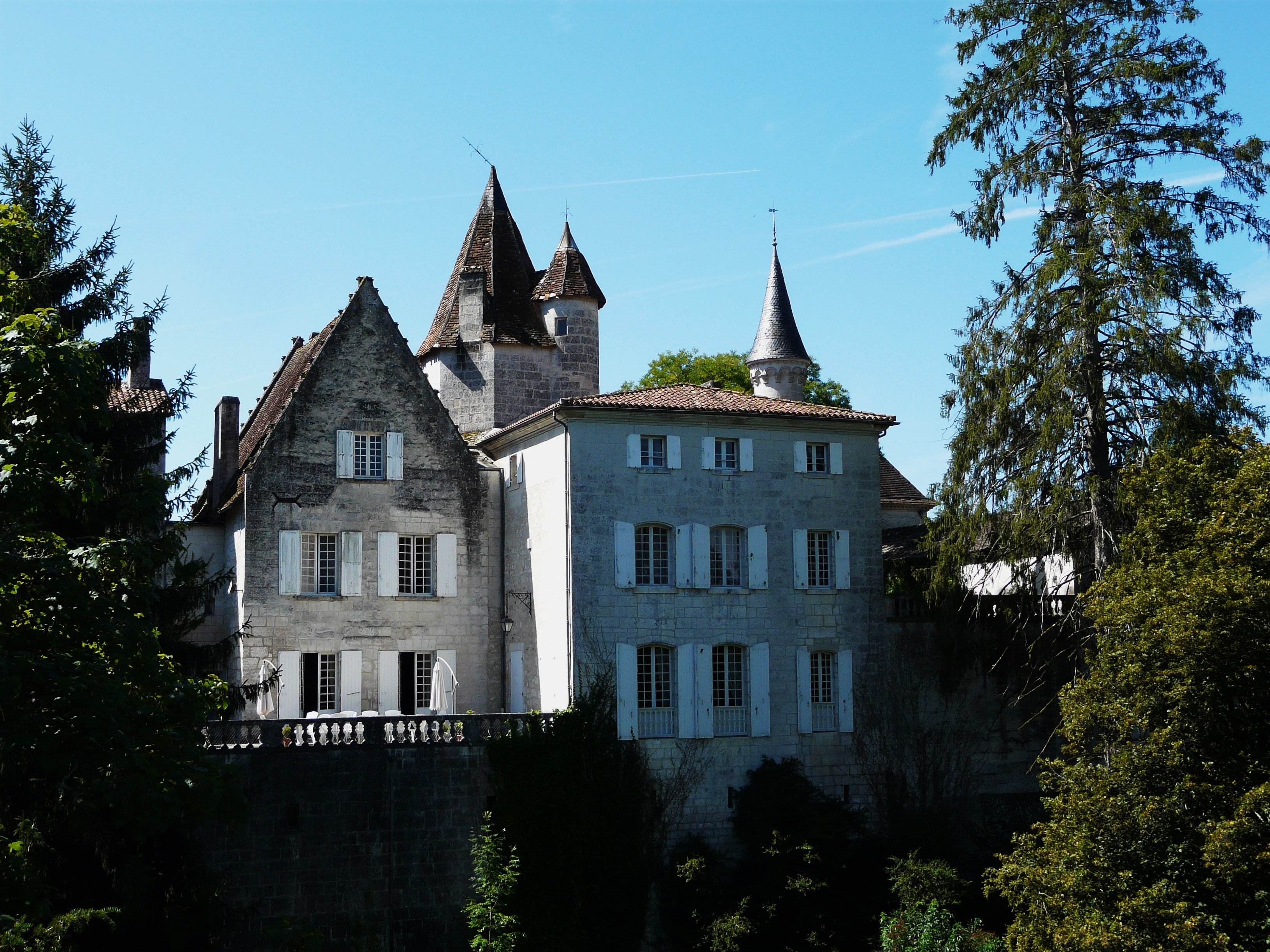
Haus Le Sénéchal
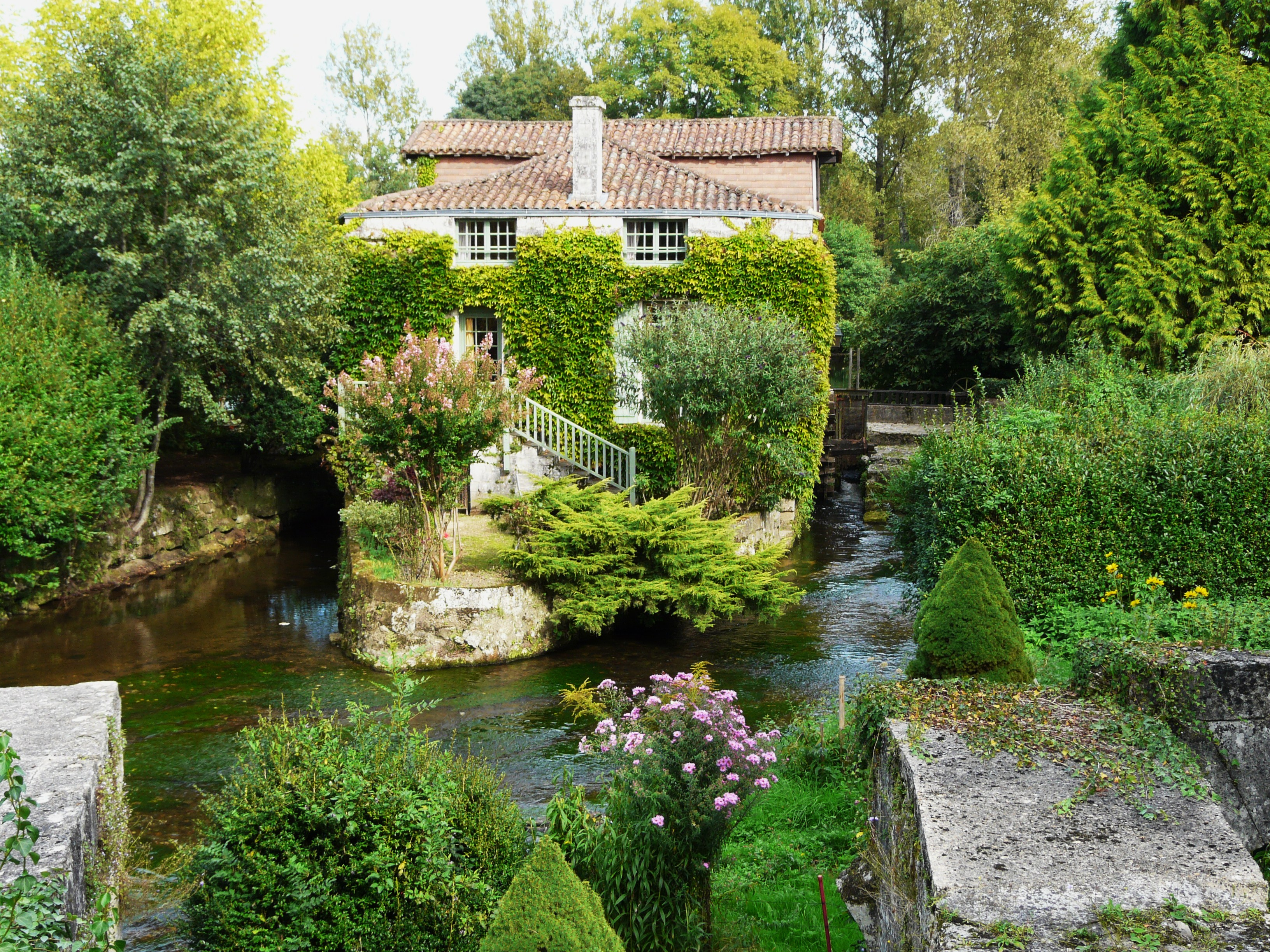
Die Mühle in Bourdeilles

## Persönlichkeiten
- Pierre de Bourdeille, seigneur de Brantôme (um 1540–1614), Schriftsteller
- René Desmaison (1930–2007), Alpinist
- Vladimir Volkoff (1932–2005), Schriftsteller